# Varosha

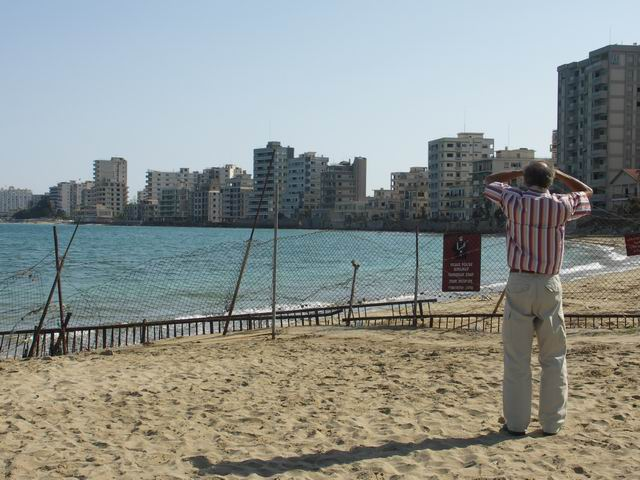
Varosha vista desde fuera del cerco militar

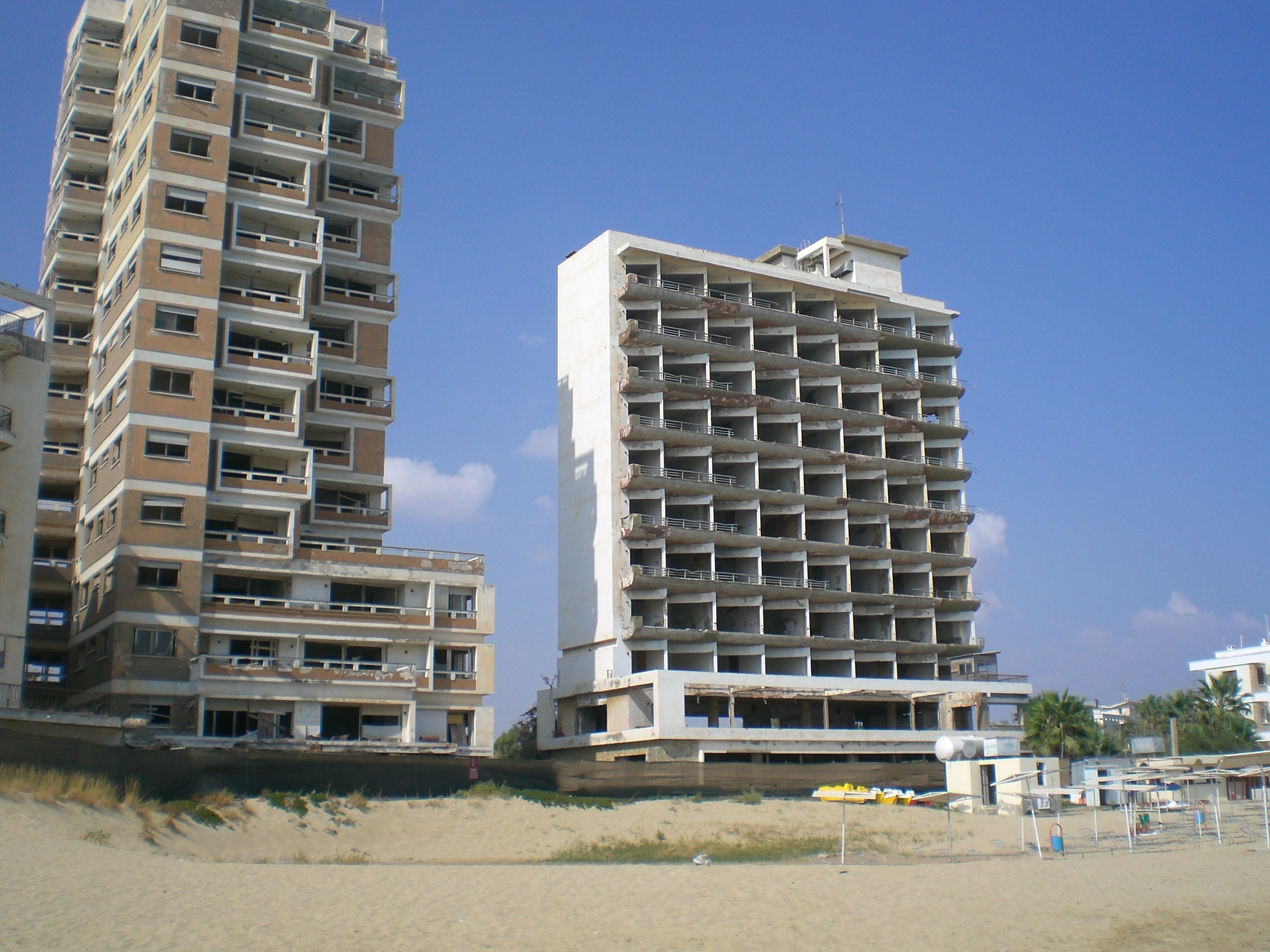
Hoteles abandonados en Varosha

Varosha (en griego: Βαρώσια; en turco: Maraş o en turco: Kapalı Maraş) es un distrito de la ciudad chipriota de Famagusta, situada en la  República Turca del Norte de Chipre. Antes de la invasión turca en Chipre, llevada a cabo en 1974, Varosha era el área moderna y turística de Famagusta. Sus habitantes fueron expulsados por el ejército turco durante la invasión y ha permanecido abandonada desde entonces. El área de Varosha es de 6,19 km².

## Historia
En los años 1970, Famagusta era el primer destino turístico de Chipre. Para satisfacer el creciente número de turistas, se construyeron nuevos hoteles y grandes edificios. Durante su apogeo, el distrito de Varosha fue no solo el primer destino turístico de Chipre sino, entre 1970 y 1974, uno de los destinos turísticos más populares del mundo, convirtiéndose en el destino preferido de pudientes y famosas personalidades como Elizabeth Taylor, Richard Burton, Raquel Welch y Brigitte Bardot.

## Características de Varosha
Los principales rasgos del distrito de Varosha incluían la Avenida John F Kennedy, que nacía cerca del puerto de Famagusta y recorría el distrito paralela a Glossa Beach. A lo largo de la Avenida JFK había numerosos y conocidos hoteles de lujo, incluyendo el King George Hotel, The Asterias Hotel, The Grecian Hotel, The Florida Hotel y el Argo Hotel que era el preferido de Elizabeth Taylor. El Hotel Argo está situado cerca del final de la Avenida JFK orientado hacia  Protaras y Fig Tree Bay. Otra calle principal de Varosha fue Leonidas (en griego: Λεωνίδας), una gran vía que partía de la Avenida JFK en dirección oeste hacia Vienna Corner. Leonidas era la principal calle de compras y ocio de Varosha, contando con varios bares, restaurantes y discotecas.

## Casos Judiciales
Según los grecochipriotas, existen 425 parcelas en la playa de Varosha, que se extiende desde el hotel Contandia hasta el hotel Golden Sands. El número completo de parcelas en Varosha son 6082.
Hay 281 casos de grecochipriotas que se presentaron ante la Comisión de Bienes Inmuebles (IPC) del norte de Chipre para recibir una compensación.
En 2020, el grecochipriota Demetrios Hadjihambis presentó una demanda en busca de una compensación estatal por pérdidas financieras.

## De 1974 a hoy
Tras la invasión turca en Chipre, el 20 de julio de 1974 en respuesta al golpe de Estado «pro-griego», el Ejército Grecochipriota retiró sus fuerzas a Larnaca. El Ejército Turco avanzó hasta la Línea Verde, que es el la frontera actual entre las dos comunidades. Horas antes de que el Ejército Turco y el Grecochipriota cruzaran fuego en las calles de Famagusta, toda la población, temiendo una masacre, huyó. Muchos de sus habitantes se refugiaron en el sur, en las ciudades de Paralimni, Deryneia, y Larnaca. Paralimni se ha convertido desde entonces en la nueva capital del distrito chipriota de Famagusta.
Cuando el Ejército Turco tomó el control de la zona durante la invasión, la valló. Desde entonces ha prohibido el acceso, excepto a militares turcos. El Plan Annan hubiera producido el regreso de Varosha al control grecochipriota, pero esto nunca llegó a suceder al ser éste rechazado por los votantes grecochipriotas en el referéndum llevado a cabo en 2004.
La razón por la que Varosha está abandonada se debe a la Resolución 550 del Consejo de Seguridad de las Naciones Unidas (tomada el 11 de mayo de 1984), que expone que “los intentos de asentamiento en cualquier parte de Varosha por cualquier persona que no sea sus habitantes es inadmisible”. Por lo tanto, las Fuerzas armadas de Turquía (TSK) no pueden repoblar el área que está bajo su control, lo que ha llevado a un abandono del distrito de Varosha.
La ausencia de población y, por tanto, de reparaciones, hace que los edificios se estén desmoronando poco a poco. La naturaleza está ganando terreno, el metal se corroe, las ventanas se rompen y las plantas extienden sus raíces en las paredes y el pavimento. También se han visto tortugas marinas desovando en sus playas desiertas. Los concesionarios están congelados con antiguos vehículos de 1974 y, años después de su abandono, hay gente que dice haber visto bombillas que aún brillan a través de las ventanas de los edificios vacíos.
El ejército turco ha permitido la entrada solo de militares turcos y personal de las Naciones Unidas desde 2017.
Uno de esos planes de asentamiento fue el Plan Annan para reunificar la isla que preveía el regreso de Varosha a los residentes originales. Pero esto fue rechazado por los grecochipriotas en un referéndum de 2004. La Resolución 550 del Consejo de seguridad de la ONU establece que "considera inadmisibles los intentos de colonizar cualquier parte de Varosha por parte de personas que no sean sus habitantes y pide la transferencia de esta área a la administración de las Naciones Unidas".
El Tribunal Europeo de Derechos Humanos otorgó entre 100.000 y 8.000.000 de euros a ocho grecochipriotas por verse privados de sus hogares y propiedades como consecuencia de la invasión de 1974. El caso fue presentado conjuntamente por el empresario Constantinos Lordos y otros, y la sentencia principal en el caso Lordos se remonta a noviembre de 2010. El tribunal dictaminó que, en el caso de ocho de los solicitantes, Turquía había violado el artículo 1 de Protocolo 1 del Convenio Europeo de Derechos Humanos sobre el derecho al disfrute pacífico de los bienes propios y, en el caso de siete de los solicitantes, Turquía había violado el artículo 8 sobre el derecho al respeto de la vida privada y familiar.
En ausencia de vivienda humana y mantenimiento, los edificios continúan deteriorándose. Con el tiempo, partes de la ciudad han comenzado a ser recuperadas por la naturaleza a medida que el metal se corroe, las ventanas se rompen y las plantas echan raíces en las paredes y el pavimento y crecen silvestres en las viejas jardineras. En 2014, la BBC informó que se observaron Tortugas Marinas anidando en las playas de la ciudad.
Durante la crisis de los misiles de Chipre (1997-1998), el líder Turcochipriota, Rauf Denktash, amenazó con hacerse cargo de Varosha si el gobierno chipriota no retrocedía.

## Reapertura a la población civil
La población de Varosha era 226 en el censo del norte de Chipre de 2011.
En 2017, la playa de Varosha se abrió para uso exclusivo de turcos (tanto turcochipriotas como de nacionalidad turca ).
En 2019, el Gobierno del Norte de Chipre anunció que abriría Varosha a la colonización. El 14 de noviembre de 2019, Ersin Tatar, el primer ministro del norte de Chipre, anunció que el norte de Chipre tiene como objetivo abrir Varosha para fines de 2020.
El 9 de diciembre de 2019, Ibrahim Benter, director general de la administración de la fundación religiosa turcochipriota EVKAF, declaró que todo Maraş/Varosha era propiedad de EVKAF. Benter dijo que "EVKAF puede firmar contratos de alquiler con grecochipriotas si aceptan que la ciudad cercada pertenece a Evkaf".
El 22 de febrero de 2020, Chipre declaró que vetaría los fondos de la Unión Europea a los turcochipriotas si Varosha se abriera a acuerdos.
El 6 de octubre de 2020, Ersin Tatar, primer ministro del norte de Chipre, anunció que la zona de playa de Varosha reabriría al público el 8 de octubre de 2020. El presidente de Turquía, Recep Tayyip Erdoğan , dijo que Turquía apoyaba plenamente la decisión. [21] La medida se produjo antes de las elecciones presidenciales de Chipre del Norte de 2020 , en las que Tatar era candidato. El vice primer ministro Kudret Özersay , que había trabajado en la reapertura anteriormente, dijo que no se trataba de una reapertura total de la zona, que se trataba simplemente de un truco electoral unilateral de Tatar. Su Partido Popular se retiró del gabinete tártaro ., lo que llevó al colapso del gobierno turcochipriota. [22] [23] El jefe diplomático de la UE condenó el plan y lo describió como una "violación grave" del acuerdo de alto el fuego de la ONU. Además, pidió a Turquía que detuviera esta actividad. El secretario general de la ONU expresó su preocupación por la decisión de Turquía.
En octubre de 2020 el presidente de Turquía, Recep Tayyip Erdoğan, junto al primer ministro de la autoproclamada República Turca del Norte de Chipre (KKTC), Ersin Tatar, ordenó la reapertura de Varosha.
Casi inmediatamente, el 9 de ese mes, el Consejo de Seguridad de las Naciones Unidas reafirmó la condición de Varosha según lo establecido en resoluciones anteriores del Consejo de Seguridad de las Naciones Unidas, incluida la resolución 550 (1984) y la resolución 789 (1992). Asimismo, reiteró que no debían llevarse a cabo acciones en relación con esa localidad que no se ajusten a esas resoluciones.
El 8 de octubre de 2020, se abrieron algunas partes de Varosha desde el Club de Oficiales del Ejército Turco y Turcochipriota hasta el Hotel Golden Sands.
El 27 de noviembre, el Parlamento Europeo pidió a Turquía que revocara su decisión de reabrir parte de Varosha y reanudara las negociaciones encaminadas a resolver el problema de Chipre sobre la base de una federación bicomunal y bizonal y pidió a la Unión Europea que impusiera sanciones contra Turquía, si las cosas no cambian. Turquía rechazó la resolución y agregó que seguirá protegiendo tanto sus propios derechos como los de los turcochipriotas. La presidencia de la República Turca del Norte de Chipre también condenó la resolución.
El 20 de julio de 2021, Tatar, presidente del norte de Chipre , anunció el inicio de la segunda fase de la apertura de Varosha. Alentó a los grecochipriotas a solicitar a la Comisión de Bienes Inmuebles de la República Turca del Norte de Chipre que reclamen sus propiedades si tienen tales derechos. 
La Mezquita Bilal Aga, construida en 1821 y fuera de servicio en 1974, fue reabierta el 23 de julio de 2021.
En respuesta a una decisión del gobierno de Chipre del Norte, la declaración presidencial del Consejo de Seguridad de las Naciones Unidas fechada el 23 de julio decía que el asentamiento en cualquier parte del suburbio chipriota abandonado de Varosha, "por personas que no sean sus habitantes, es 'inadmisible'." El mismo día, Turquía rechazó la declaración presidencial del Consejo de Seguridad de las Naciones Unidas sobre Maras (Varosha) y dijo que estas declaraciones se basaban en la propaganda greco-grecochipriota, eran afirmaciones infundadas e infundadas, y que no concordaban con las realidades de la isla. El 24 de julio de 2021, la presidencia de Chipre del Nortecondenó la declaración presidencial del CSNU fechada el 23 de julio y afirmó que "la vemos y la condenamos como un intento de crear un obstáculo para que los titulares de derechos de propiedad en Varosha logren sus derechos".
Para el 1 de enero de 2022, casi 400 000 personas habían visitado Varosha desde su apertura a los civiles el 6 de octubre de 2020.
El 19 de mayo de 2022, el norte de Chipre abrió un tramo de playa de 600 m de largo X 400 m de ancho en la playa de Golden Sands (desde el hotel King George hasta el edificio Oceania) en Varosha para uso comercial. Se instalaron tumbonas y sombrillas.
UNFICYP dijo que plantearía la decisión tomada por las autoridades turcochipriotas de abrir ese tramo de playa en Varosha con el Consejo de Seguridad, dijo el viernes el portavoz de la fuerza de mantenimiento de la paz, Aleem Siddique. La ONU anunció que su "posición sobre Varosha no ha cambiado y estamos monitoreando la situación de cerca".
En octubre de 2022, los turcochipriotas anunciaron que se abrirían instituciones públicas en la ciudad.

## Galería

Varosha, Famagusta
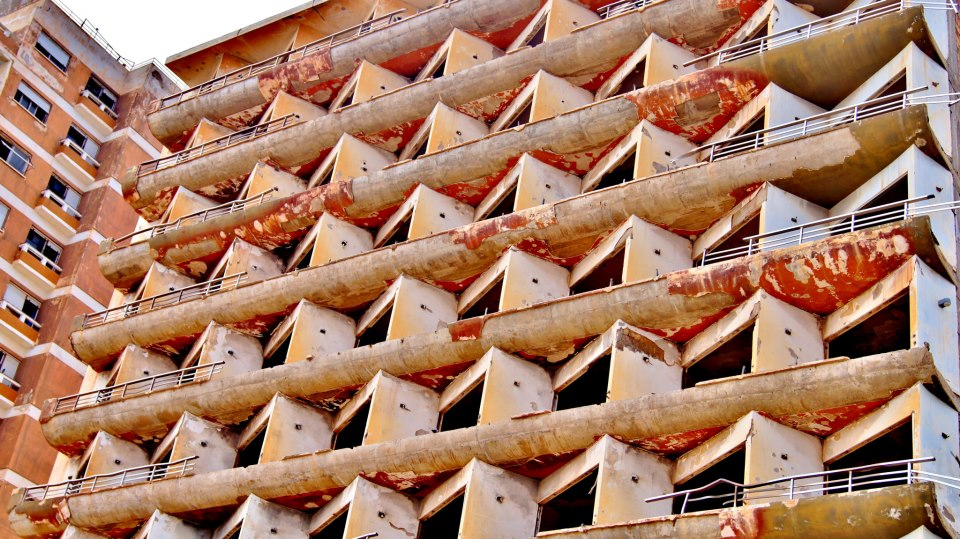
Uno de los muchos hoteles deteriorados que fueron abandonados en 1974.
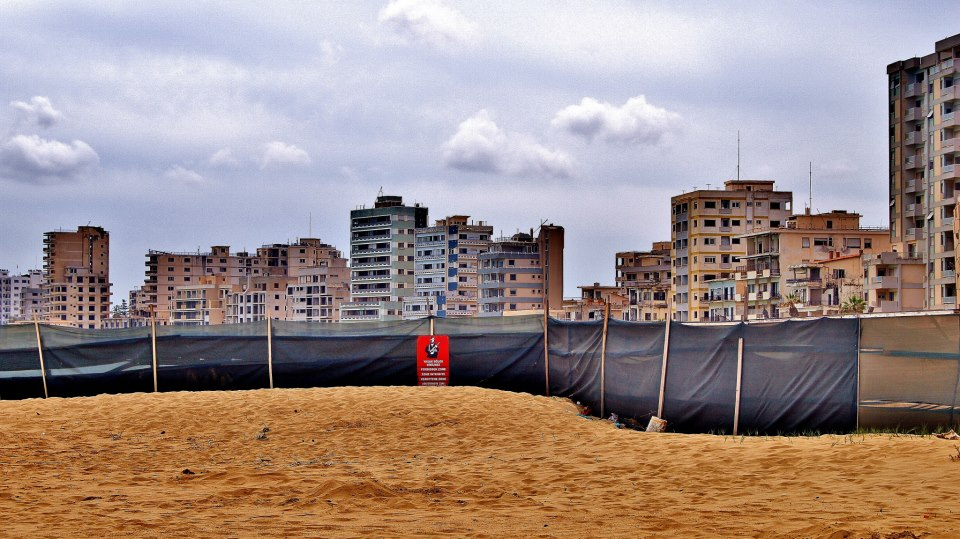
En primer plano, la valla que separa Varosha del área accesible de la Bahía de Famagusta.
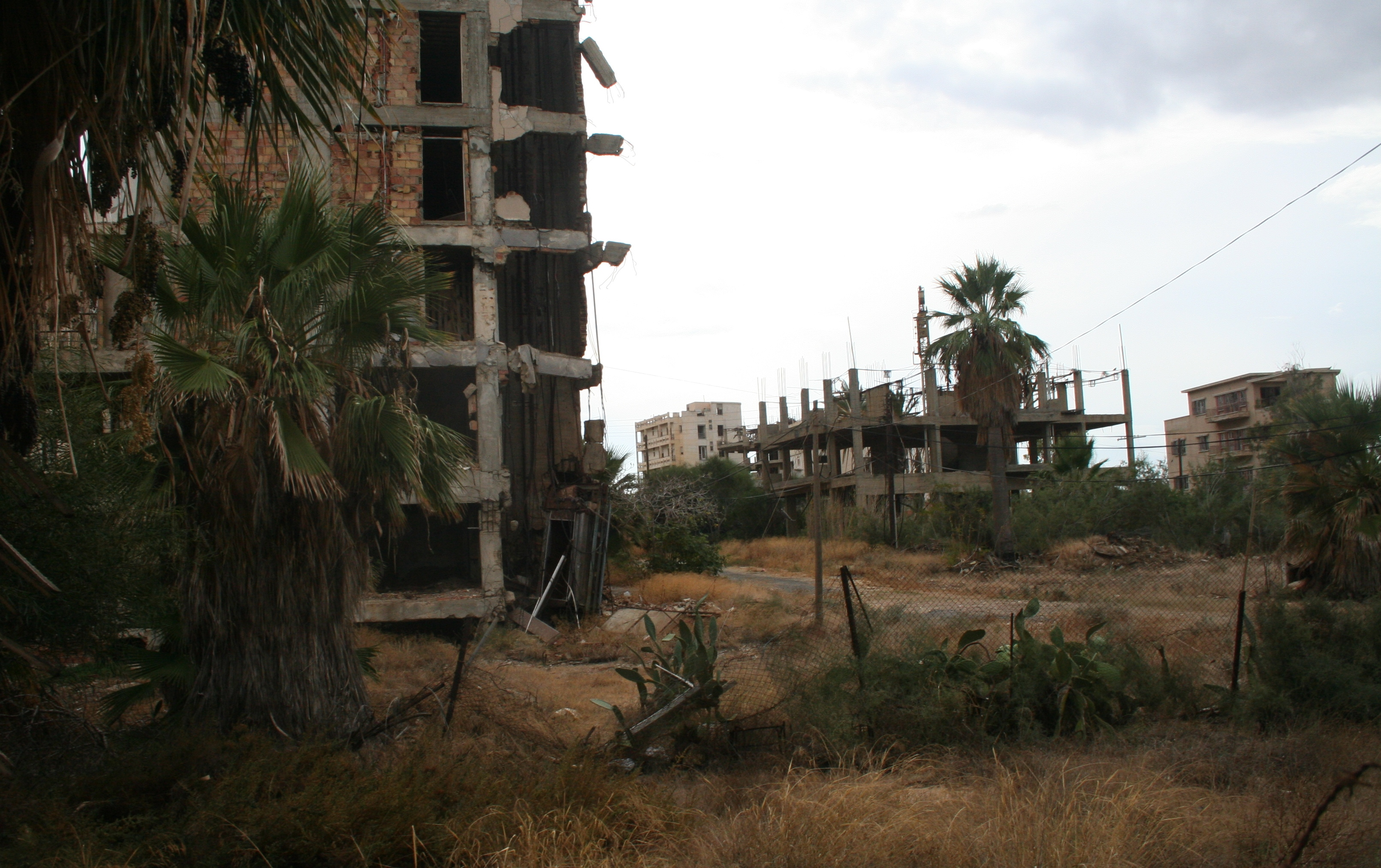
Varosha en 2009
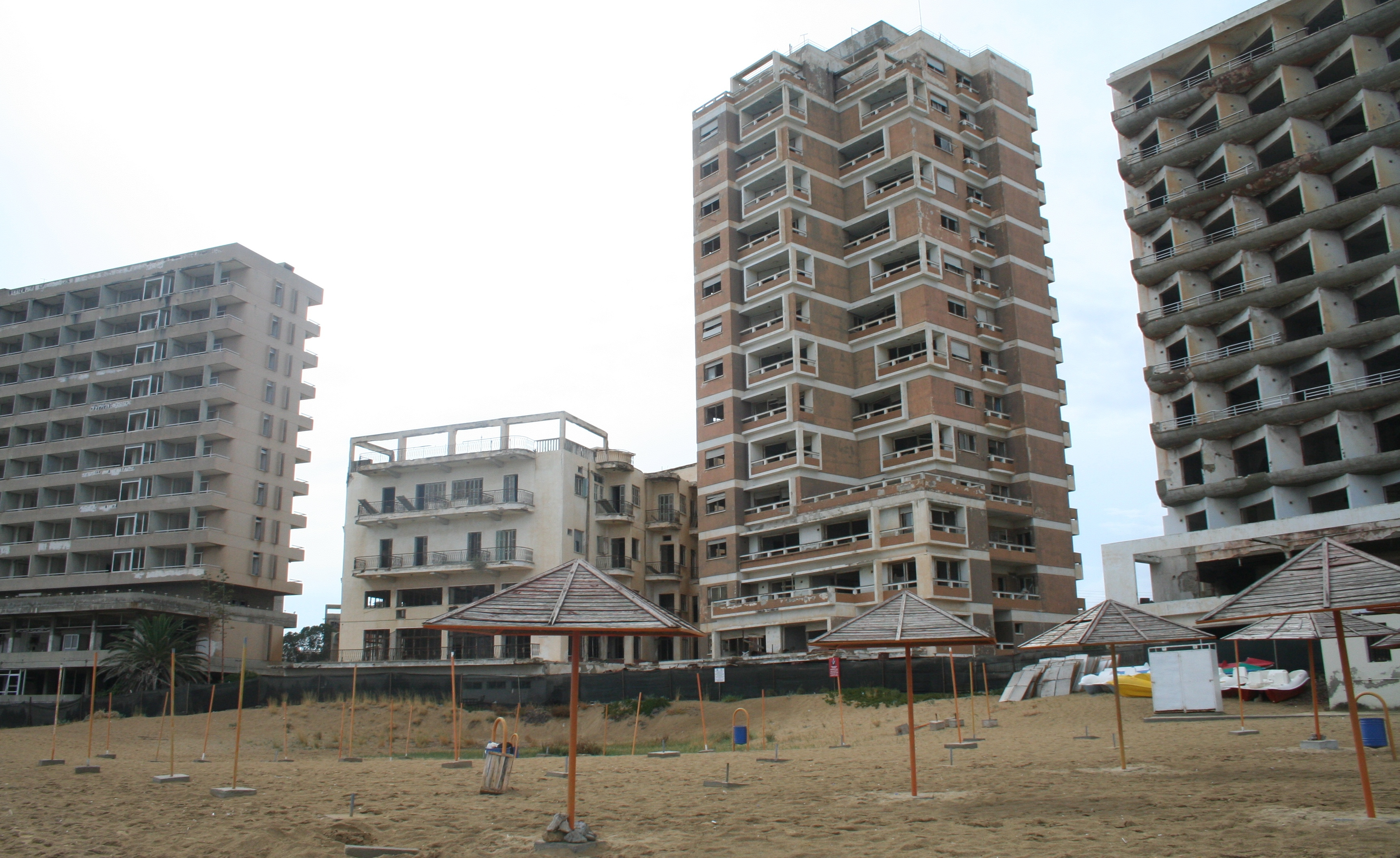
Hoteles abandonados en Varosha
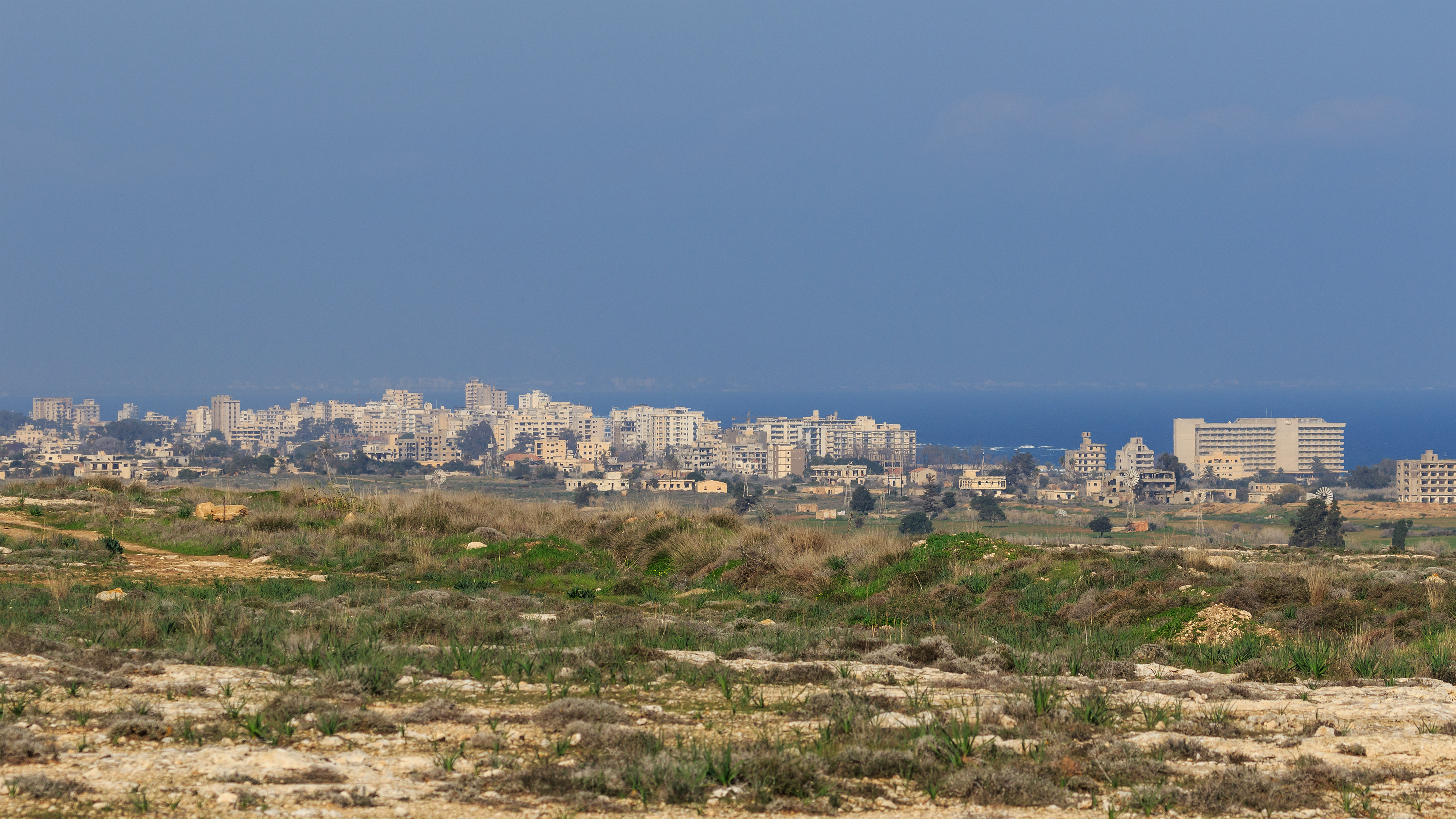
Varosha en 2017
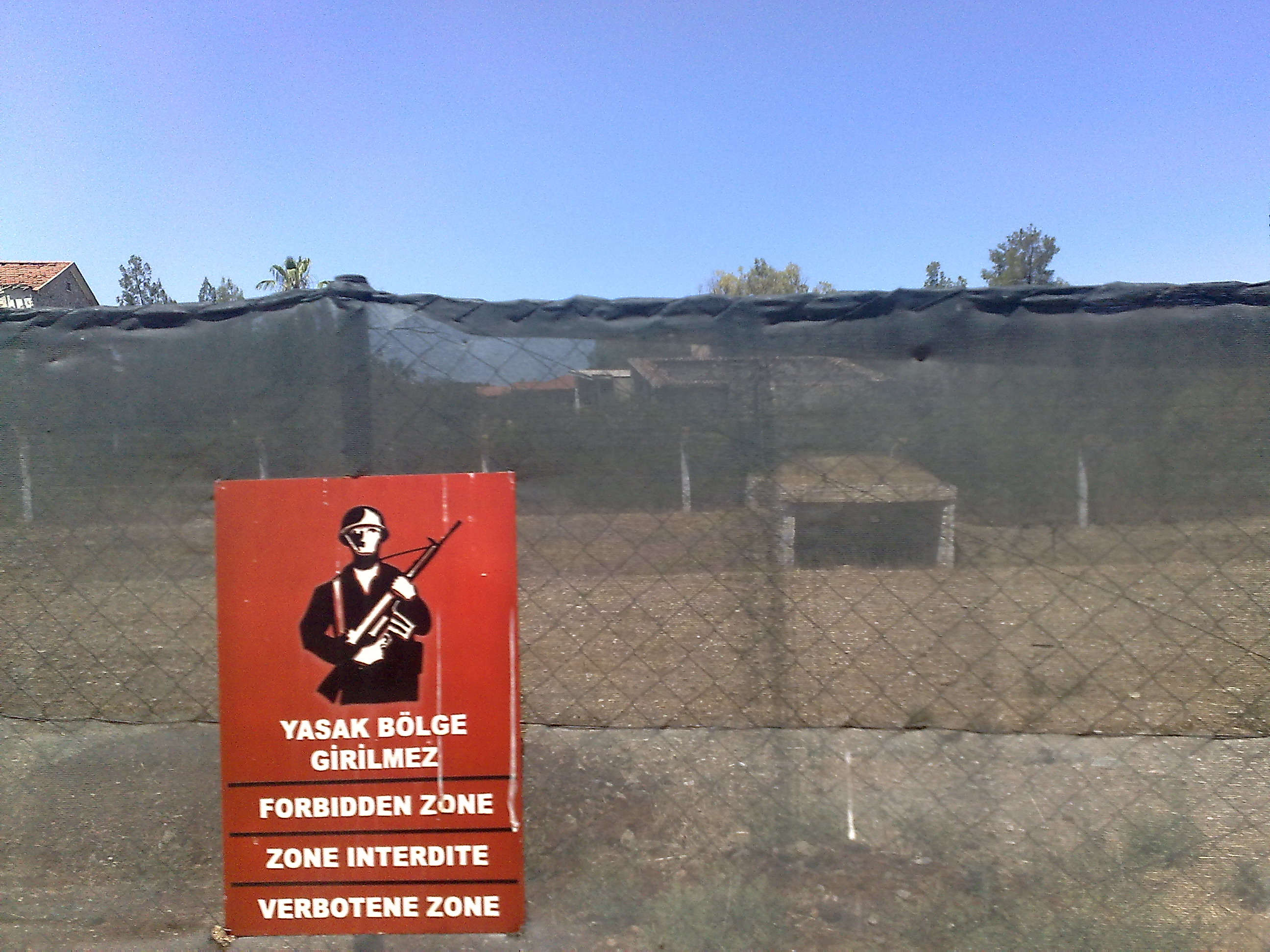
El Varosha (turco: Maraş) bajo bloqueo del ejército turco.
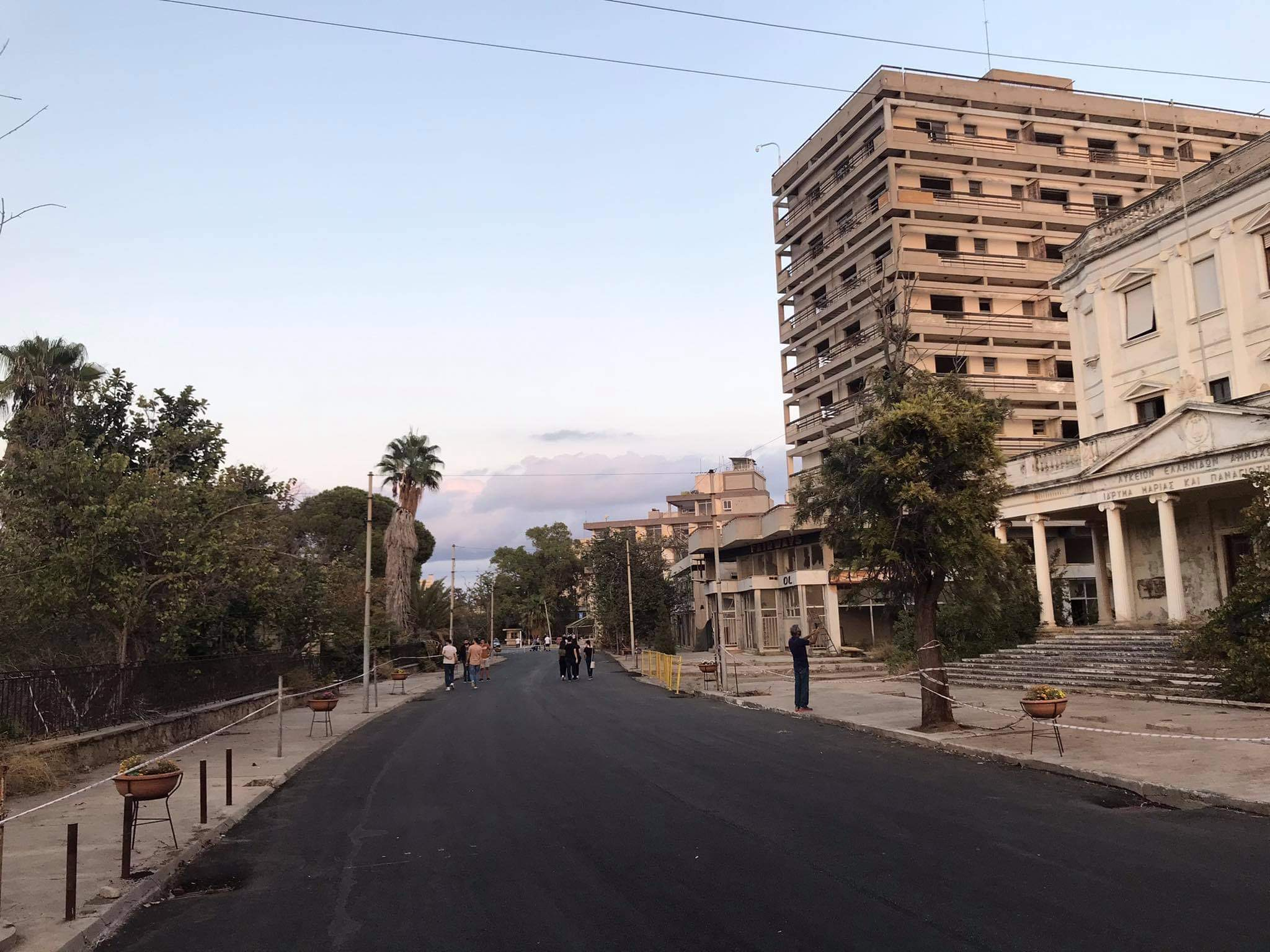
Una carretera recién pavimentada, Calle Democracia y Edificios abandonados después de su reapertura en 2020 (el edificio blanco a la derecha es la antigua escuela de arte)
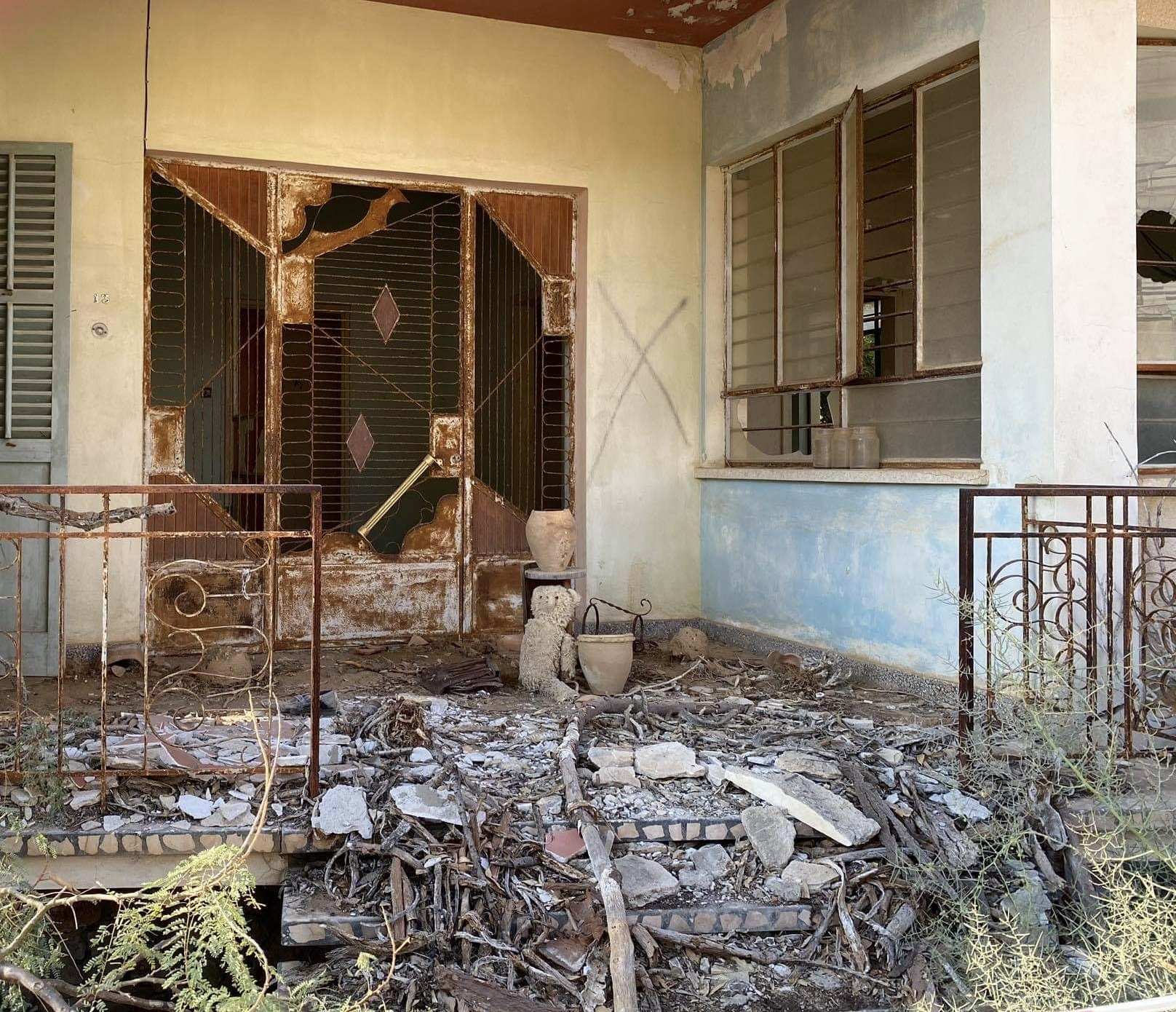
Una casa abandonada en Varosha; frente a la casa hay un oso de peluche deshilachado.
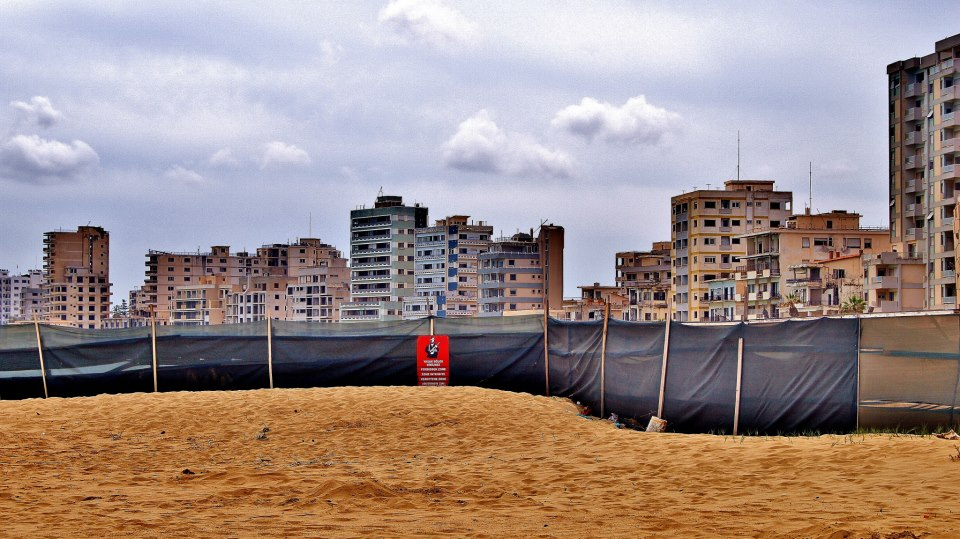
En primer plano, la valla que separa Varosha de la zona accesible de la Bahía de Famagusta.
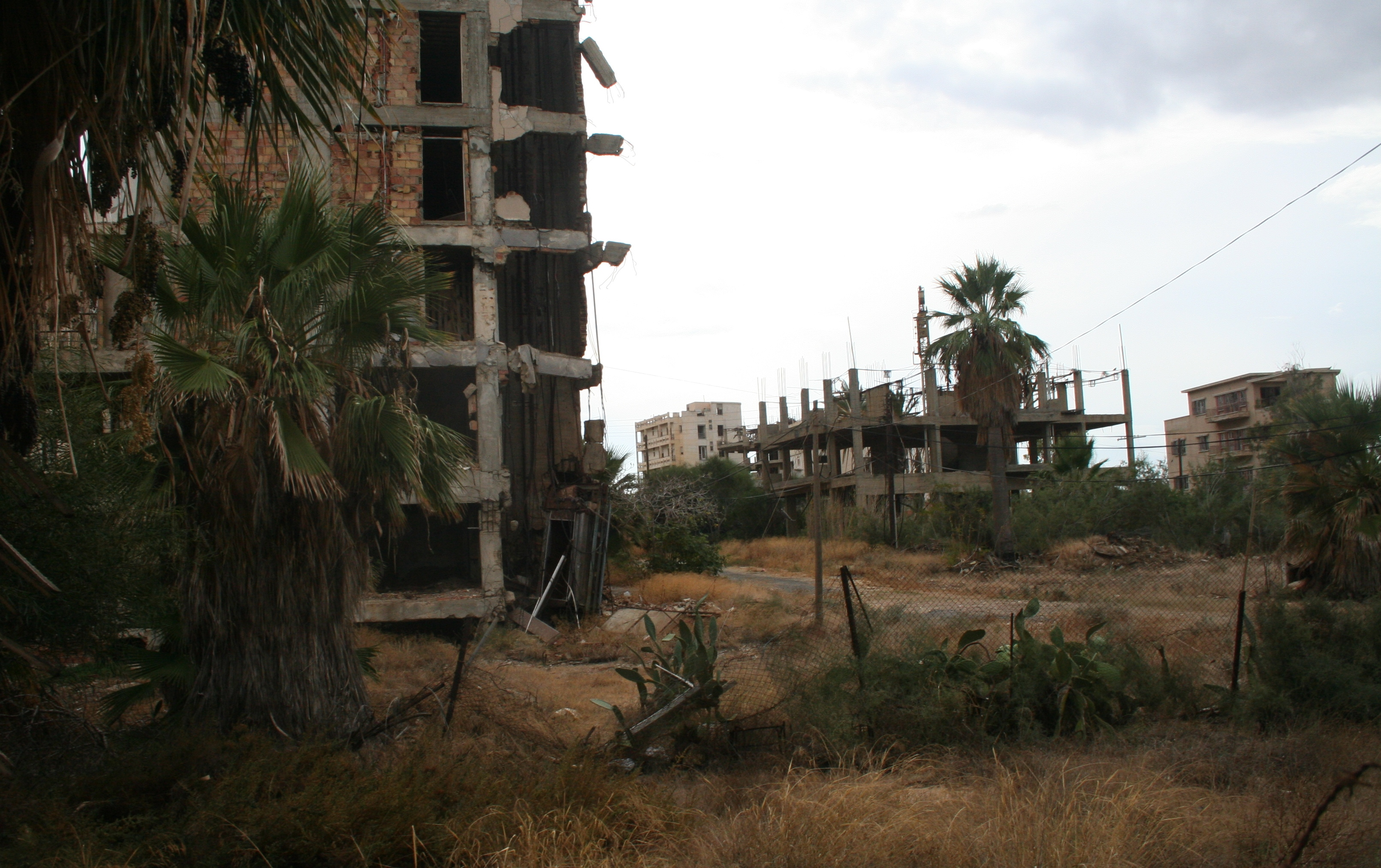
Varosha en 2009
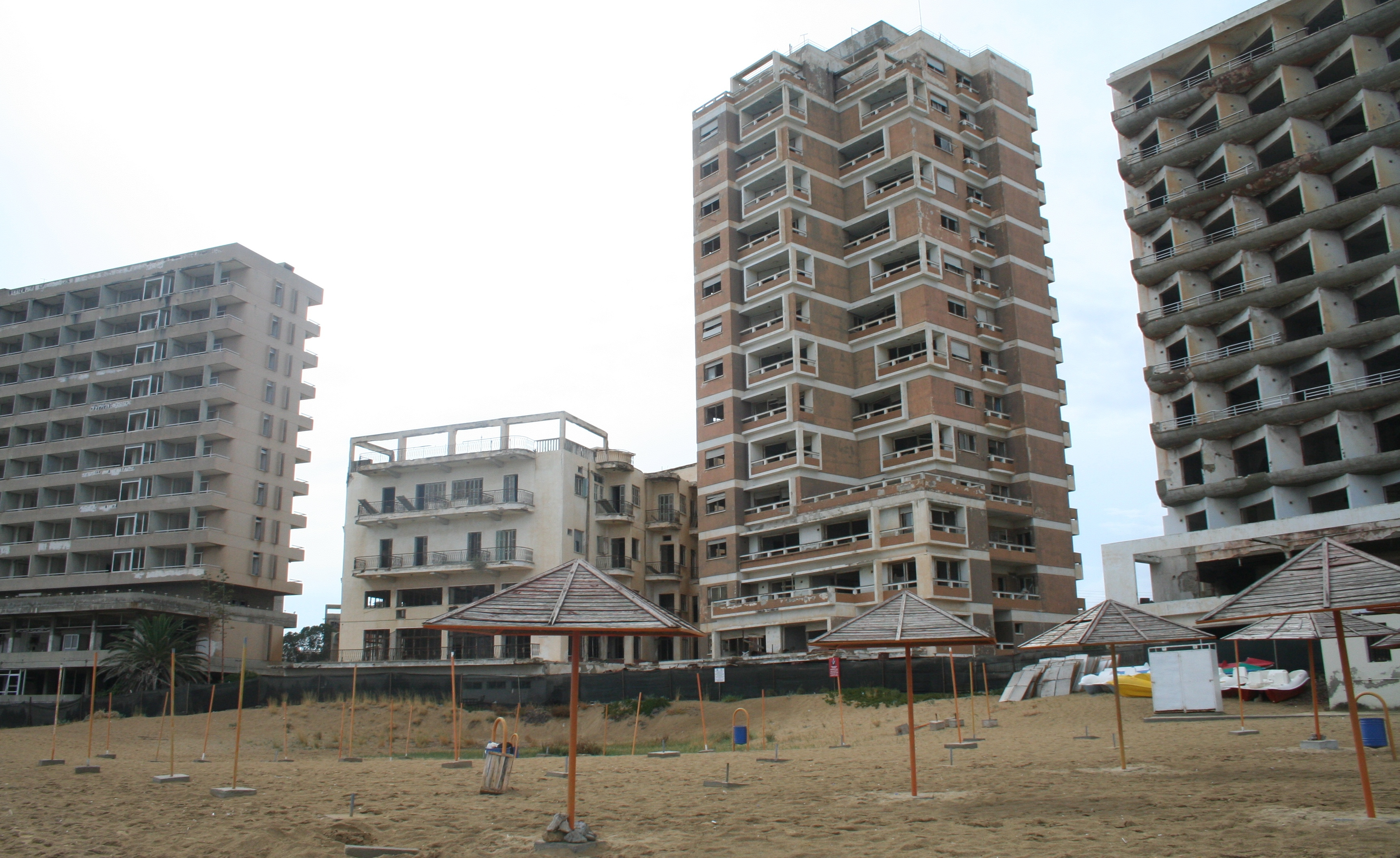
Hoteles abandonados en Varosha
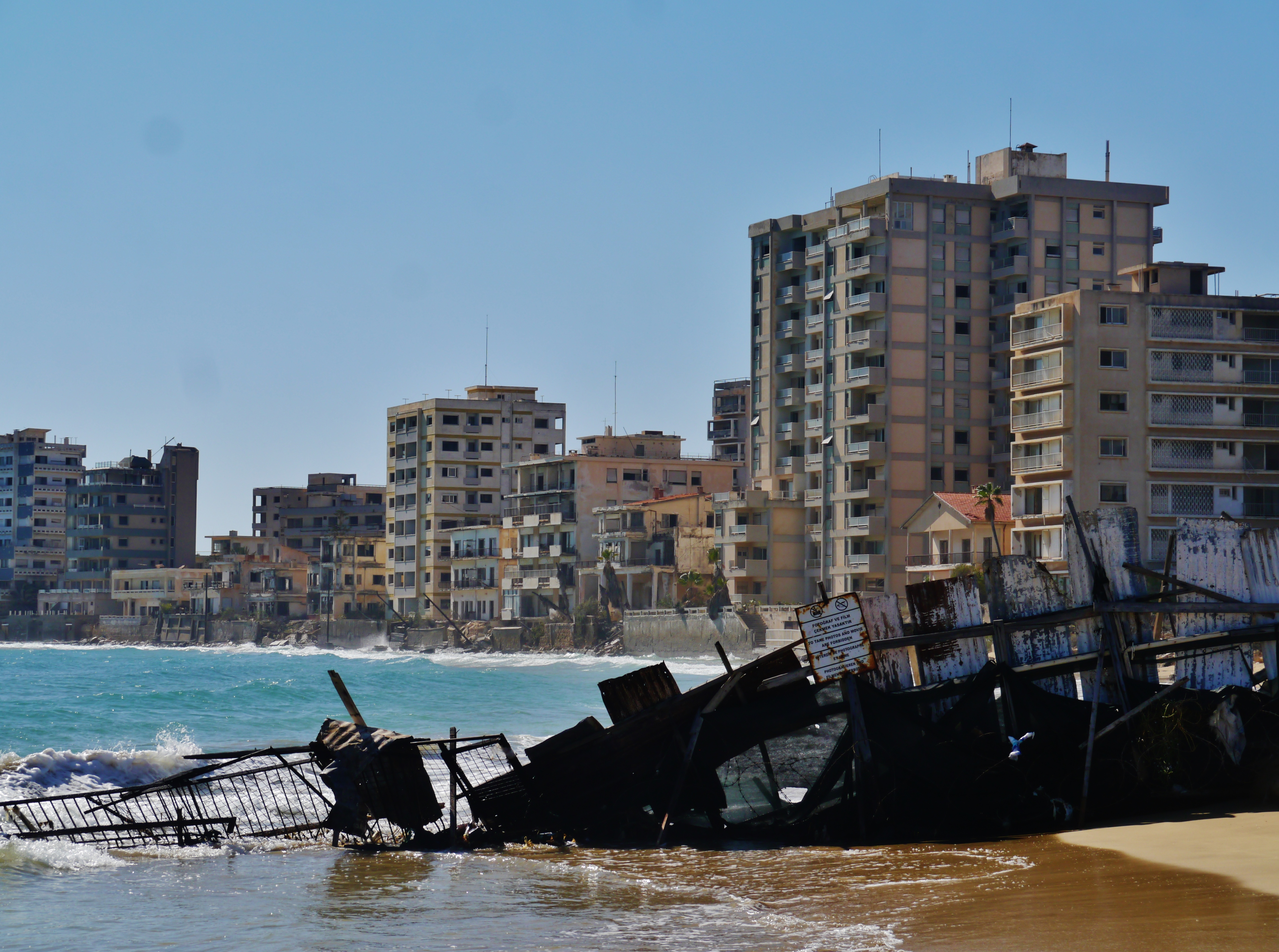
Varosha
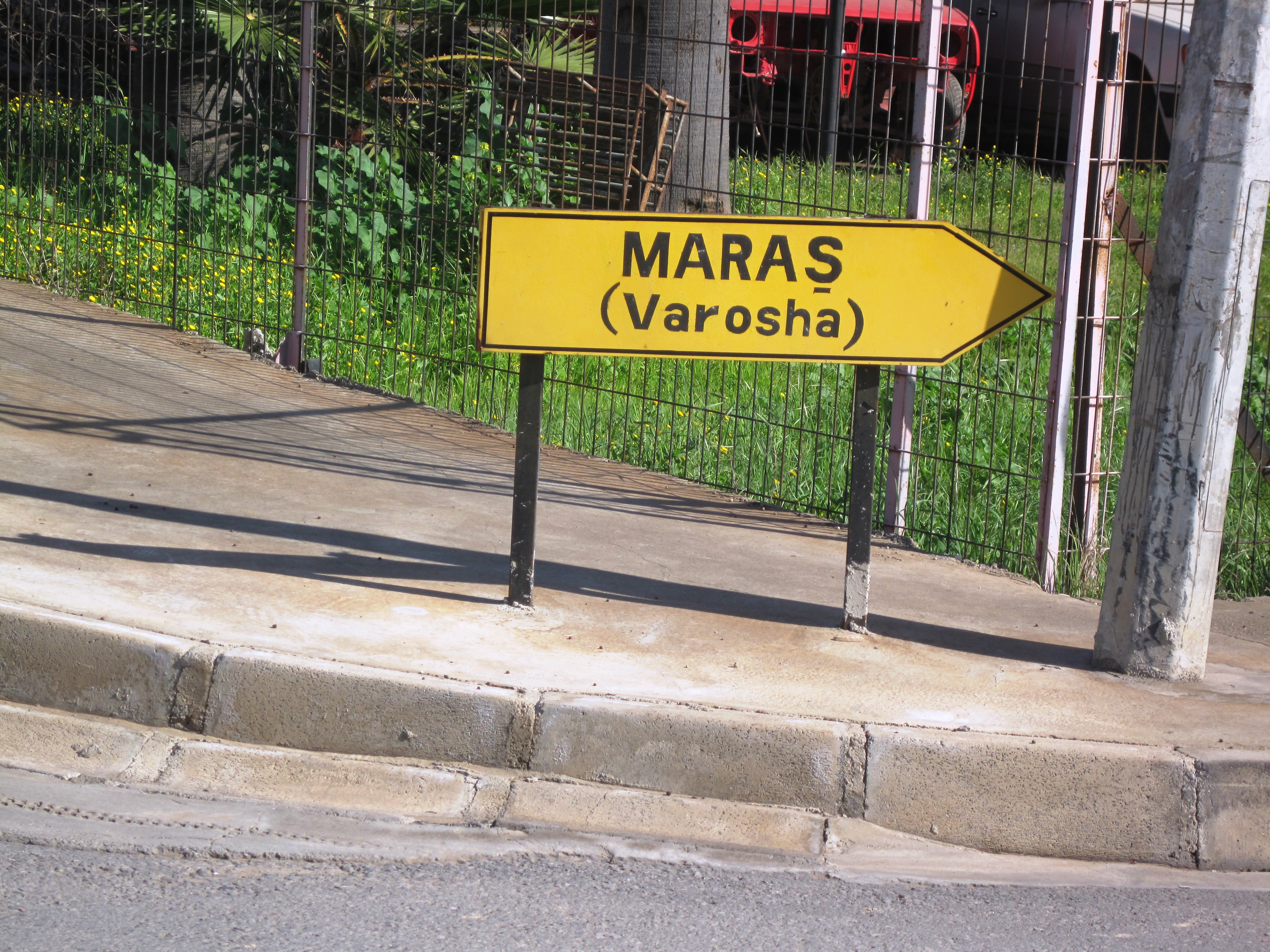
Entrada a Varosha
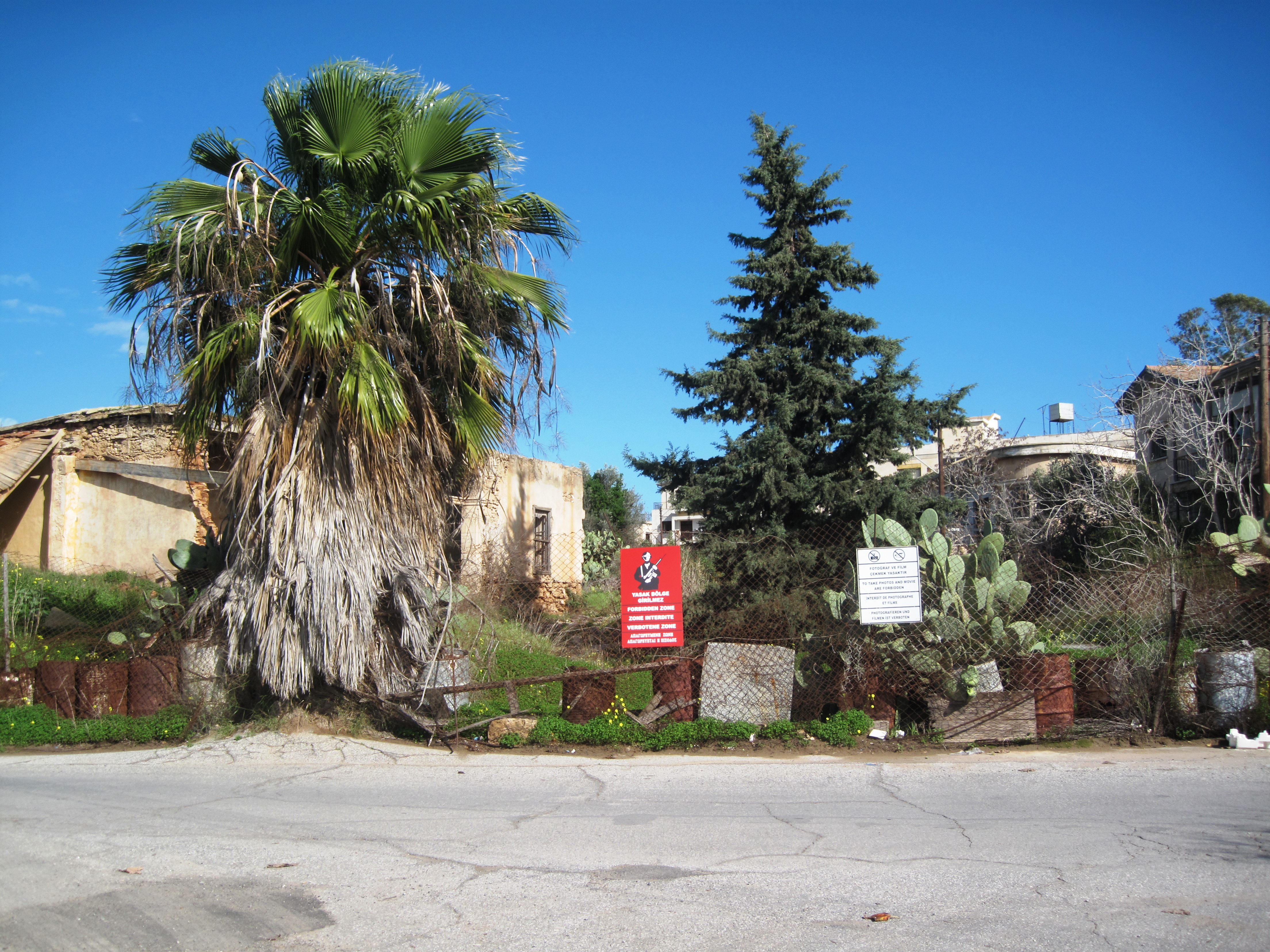
Varosha zona militar prohibida
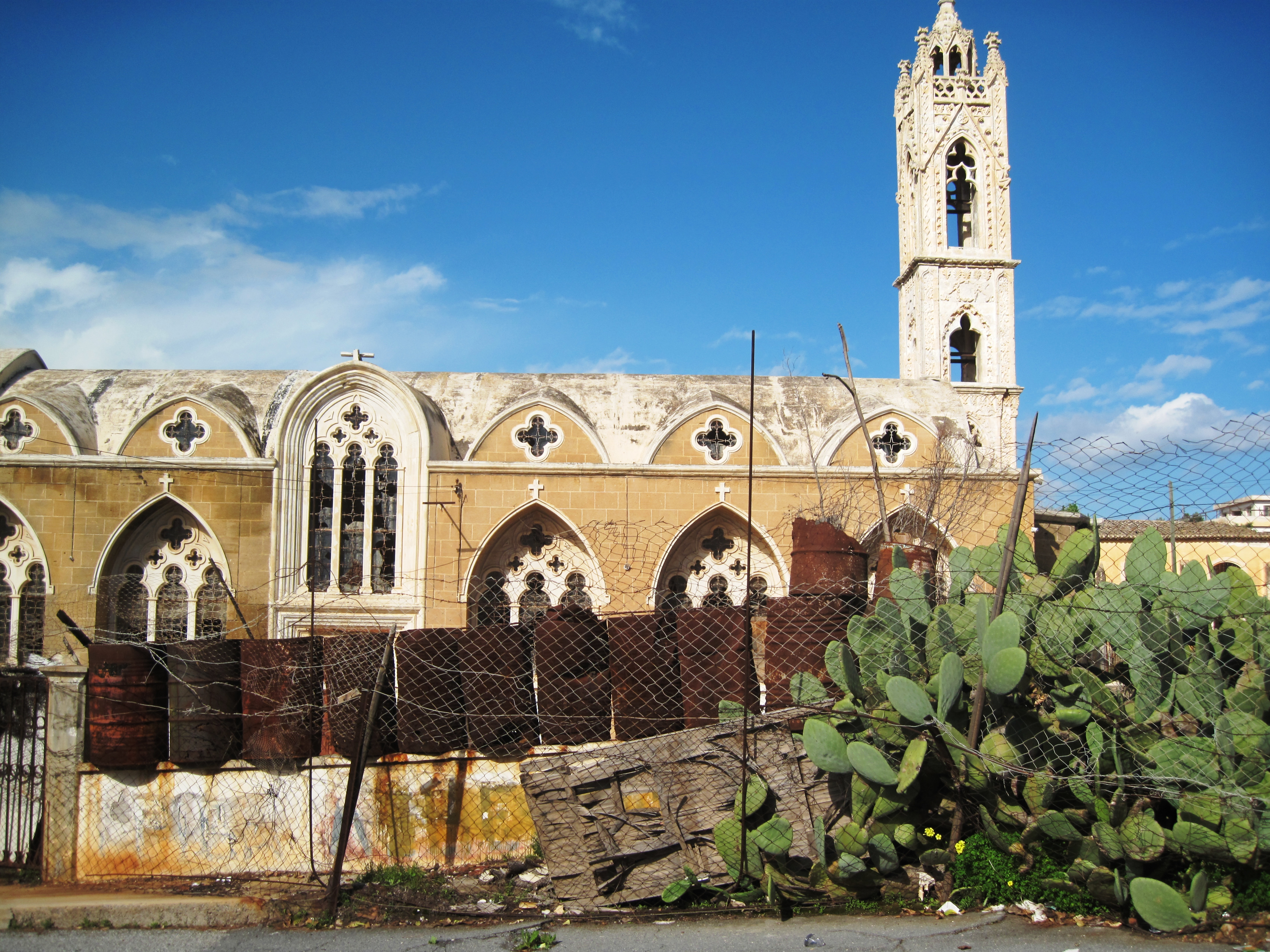
Iglesia vieja en Varosha
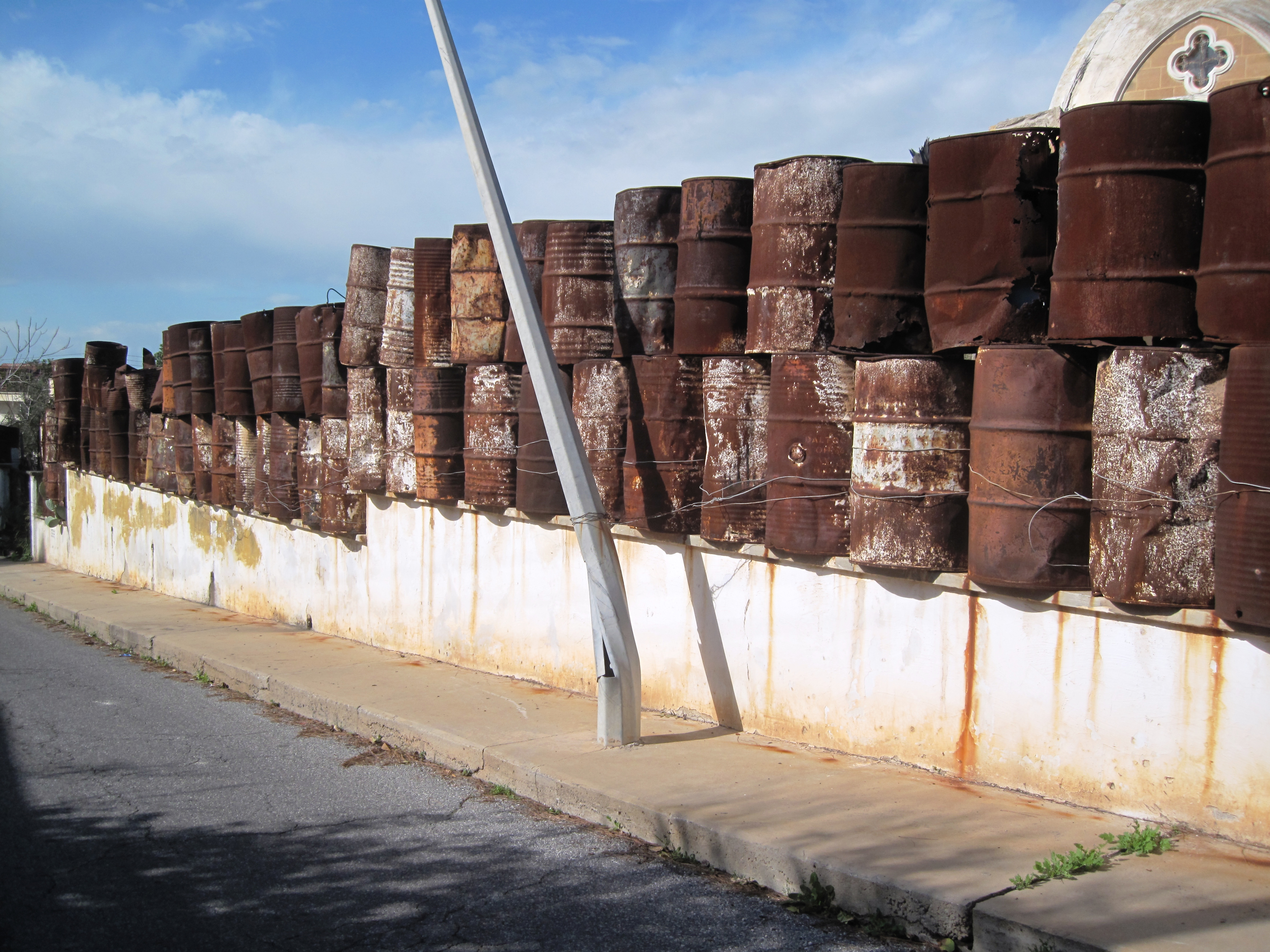
Separación del distrito
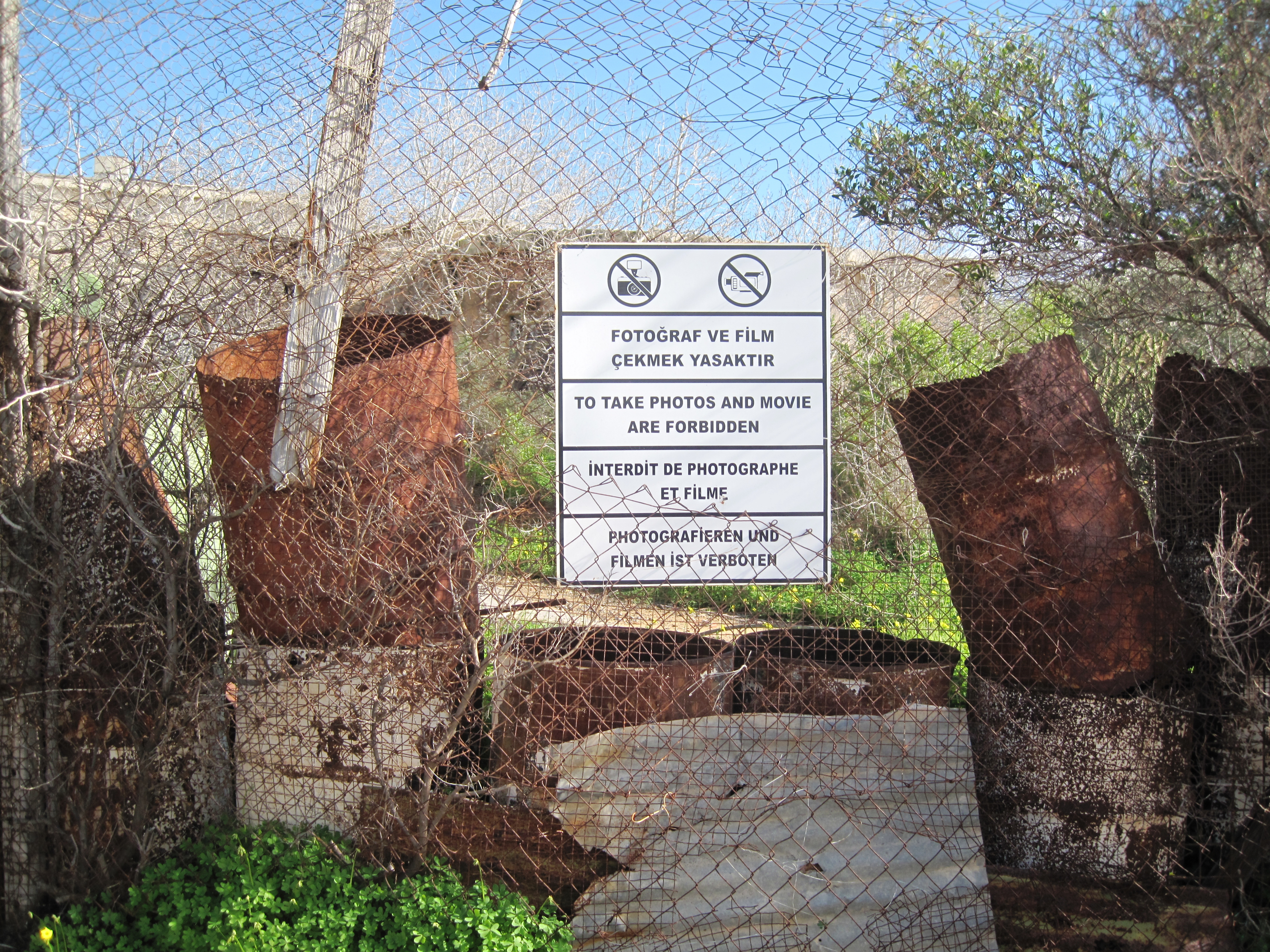
Fotografía prohibida
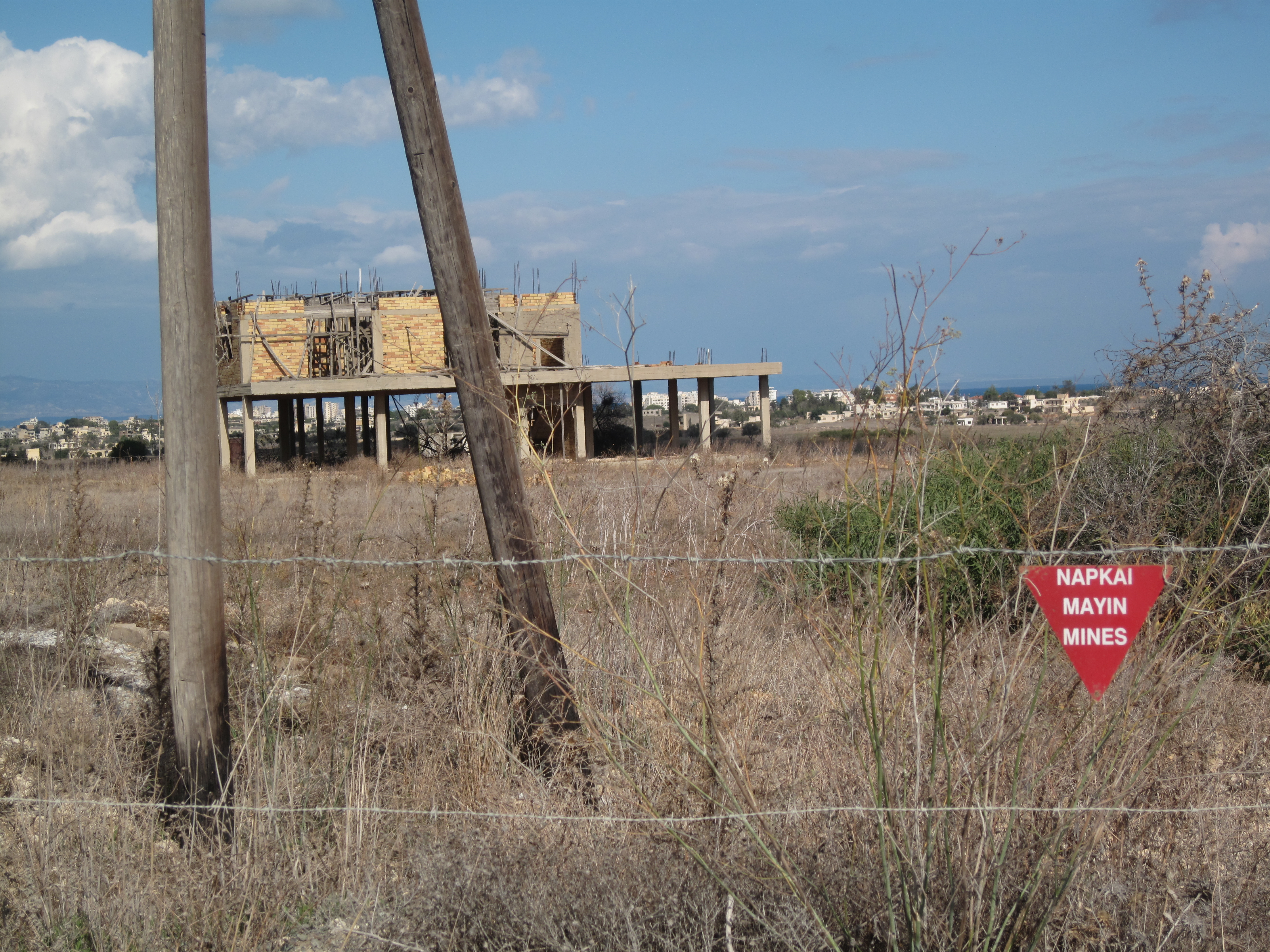
No se puede ingresar a Varosha debido a las minas terrestres.
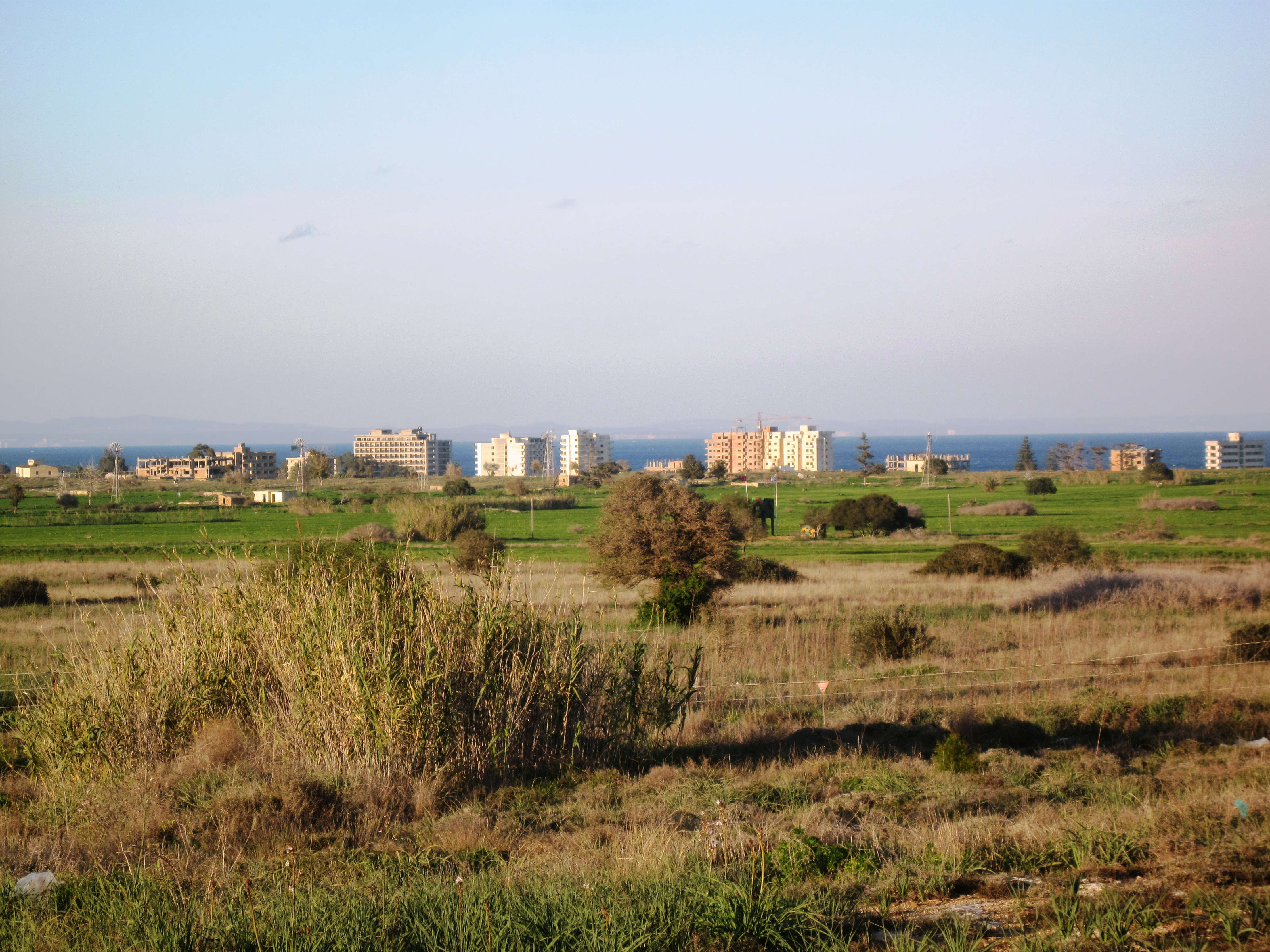
Los hoteles vacíos de Varosha
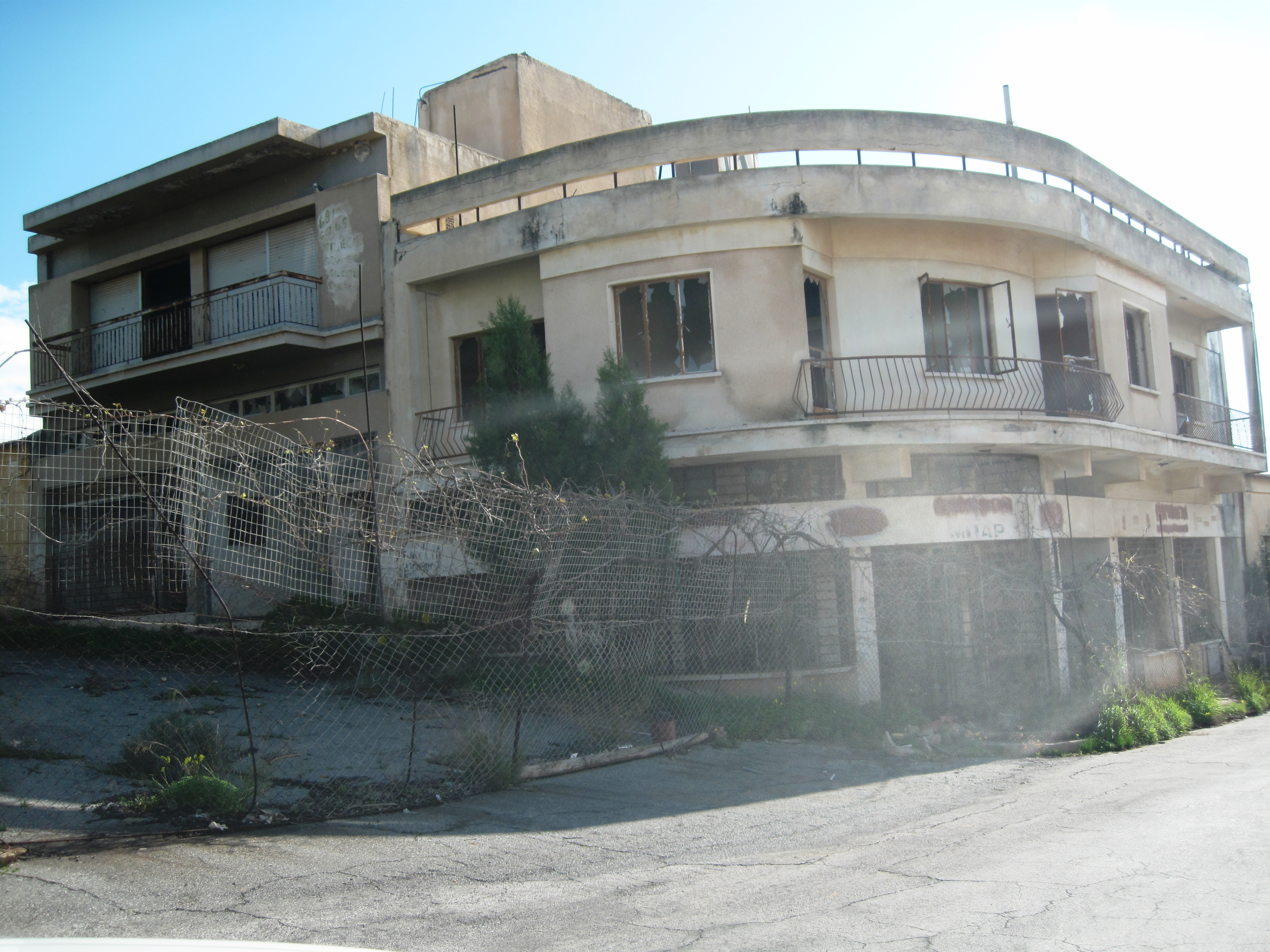
Tiendas vacías en Varosha
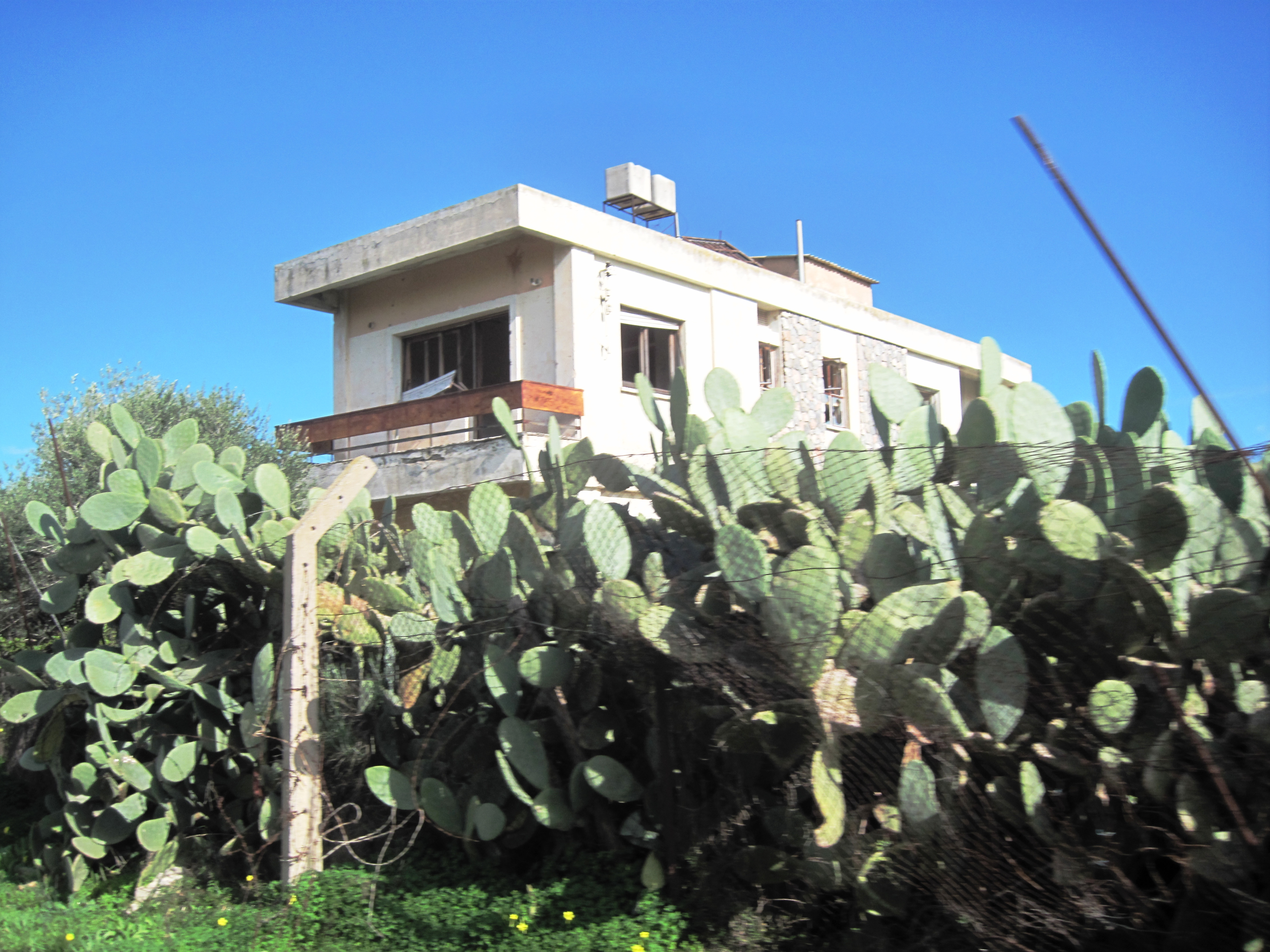
Casas vacías en Varosha
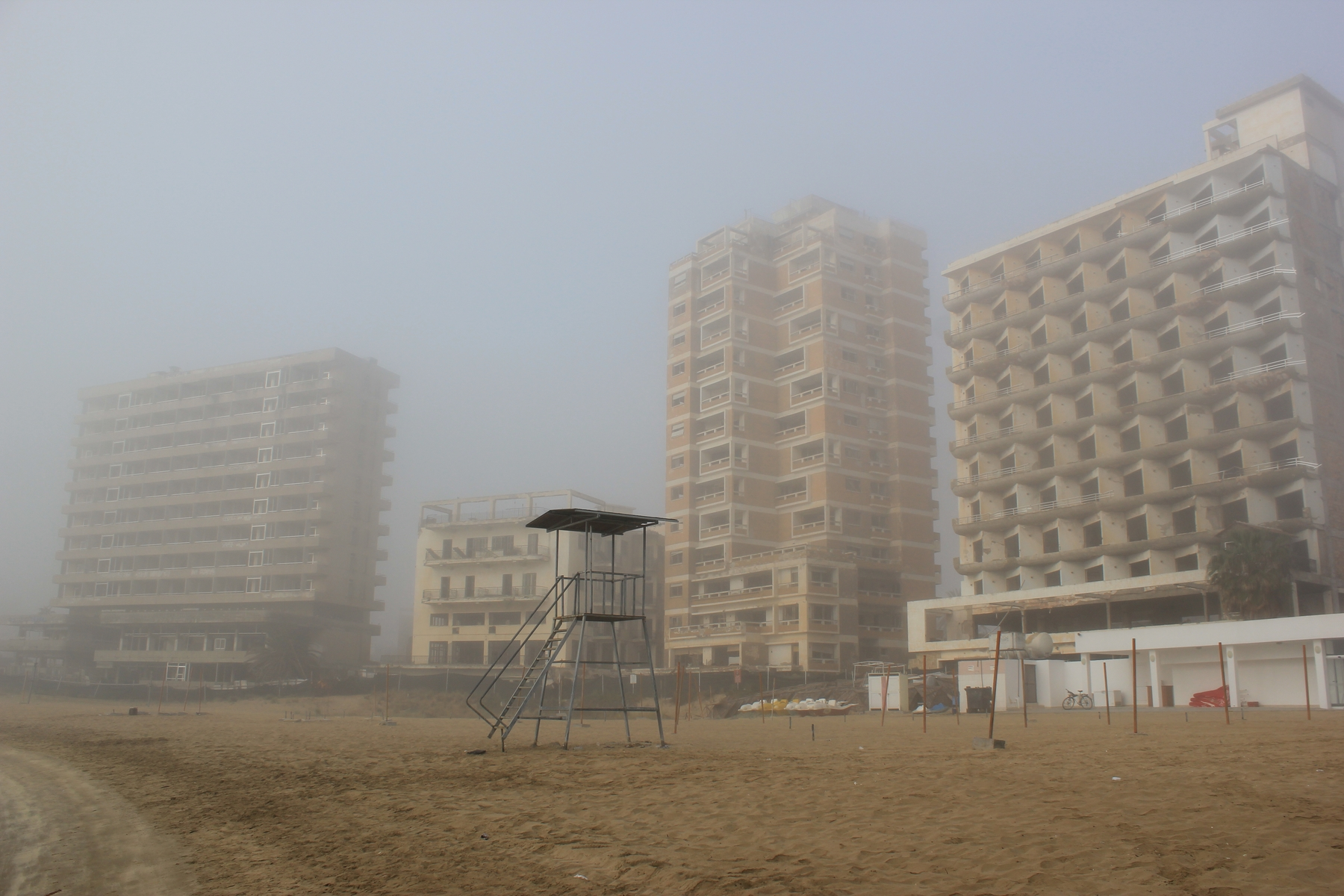
Hoteles abandonados en la playa (2016)
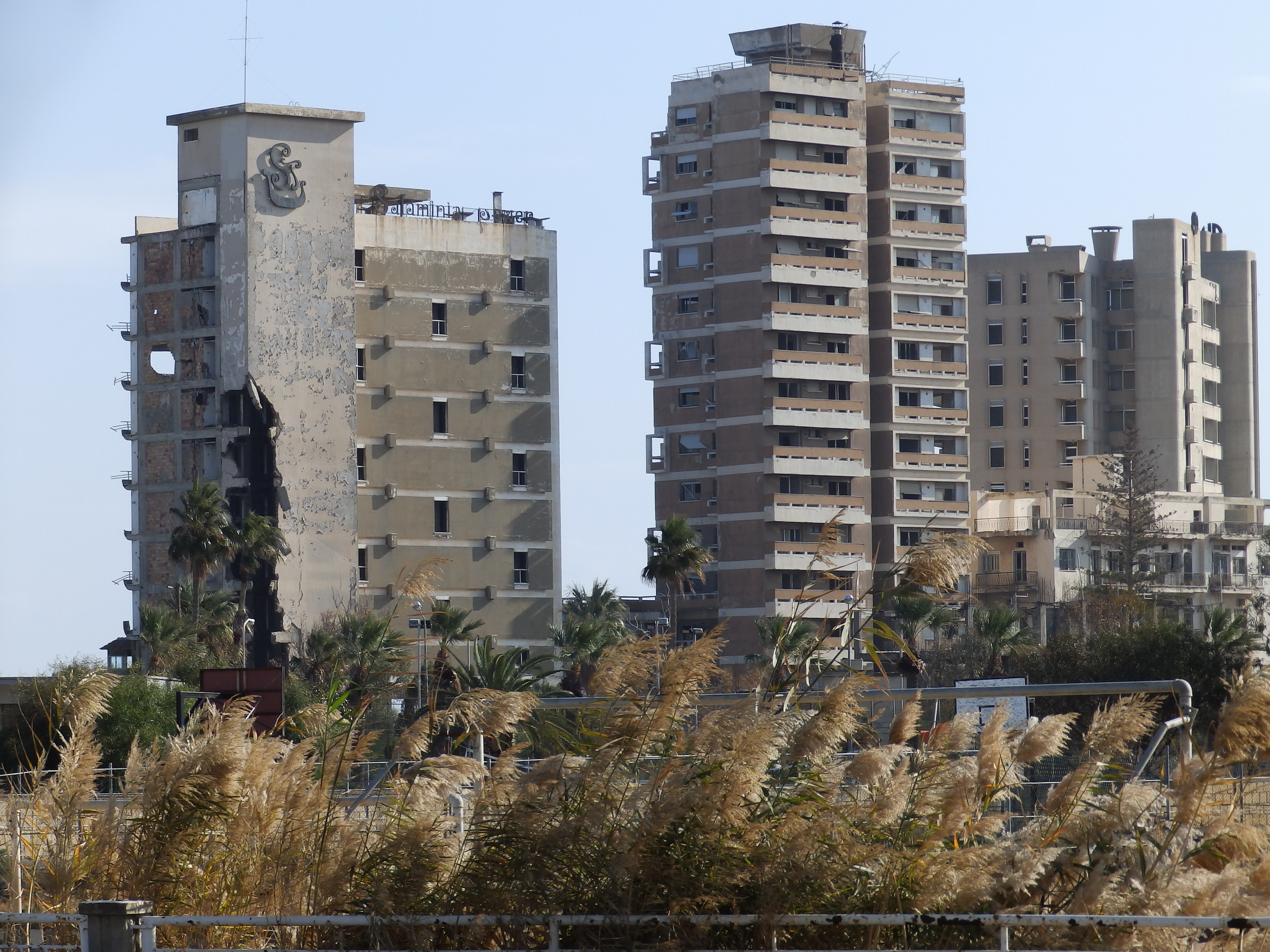
Hoteles abandonados (2013)
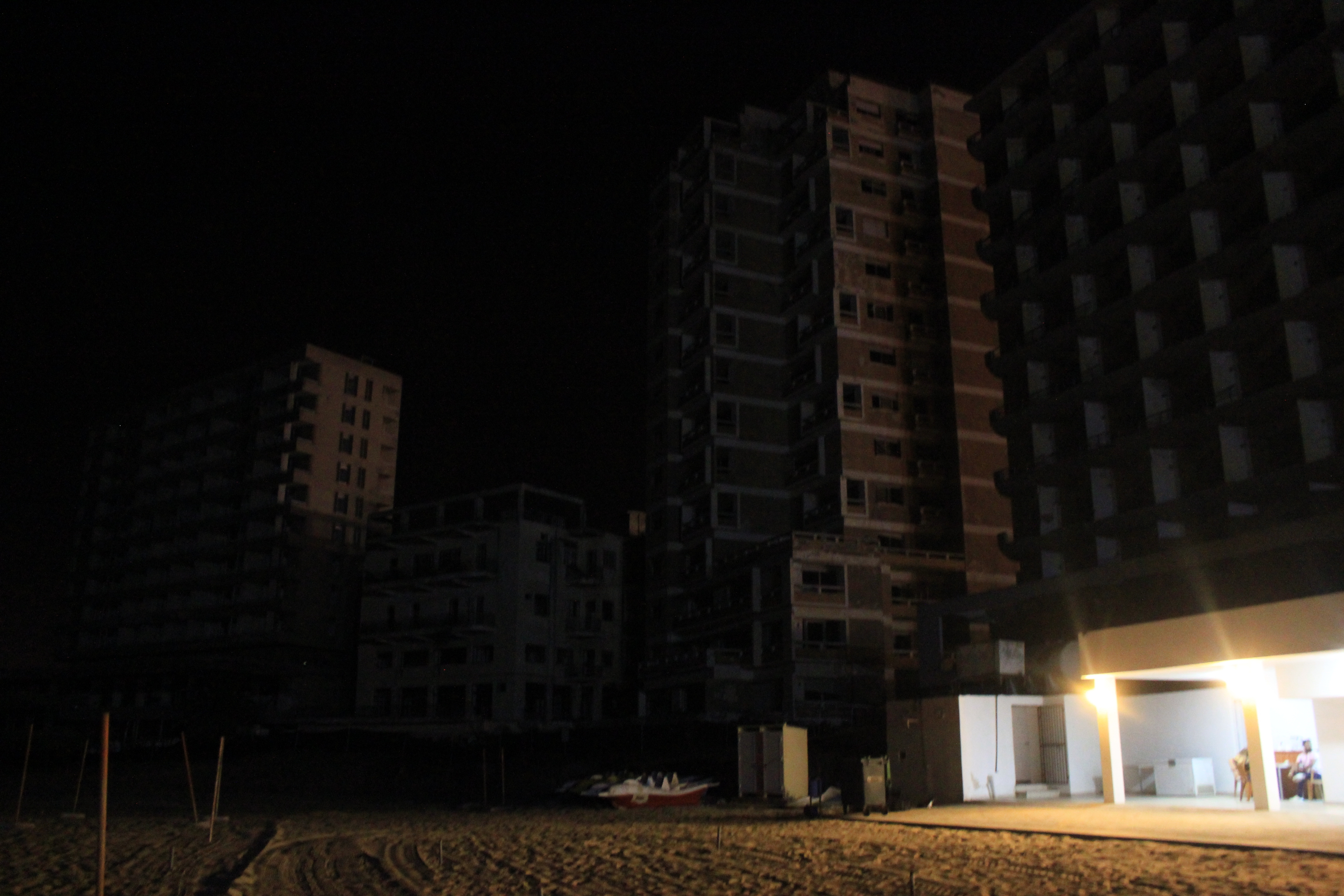
Fiesta en la playa de noche (2016)
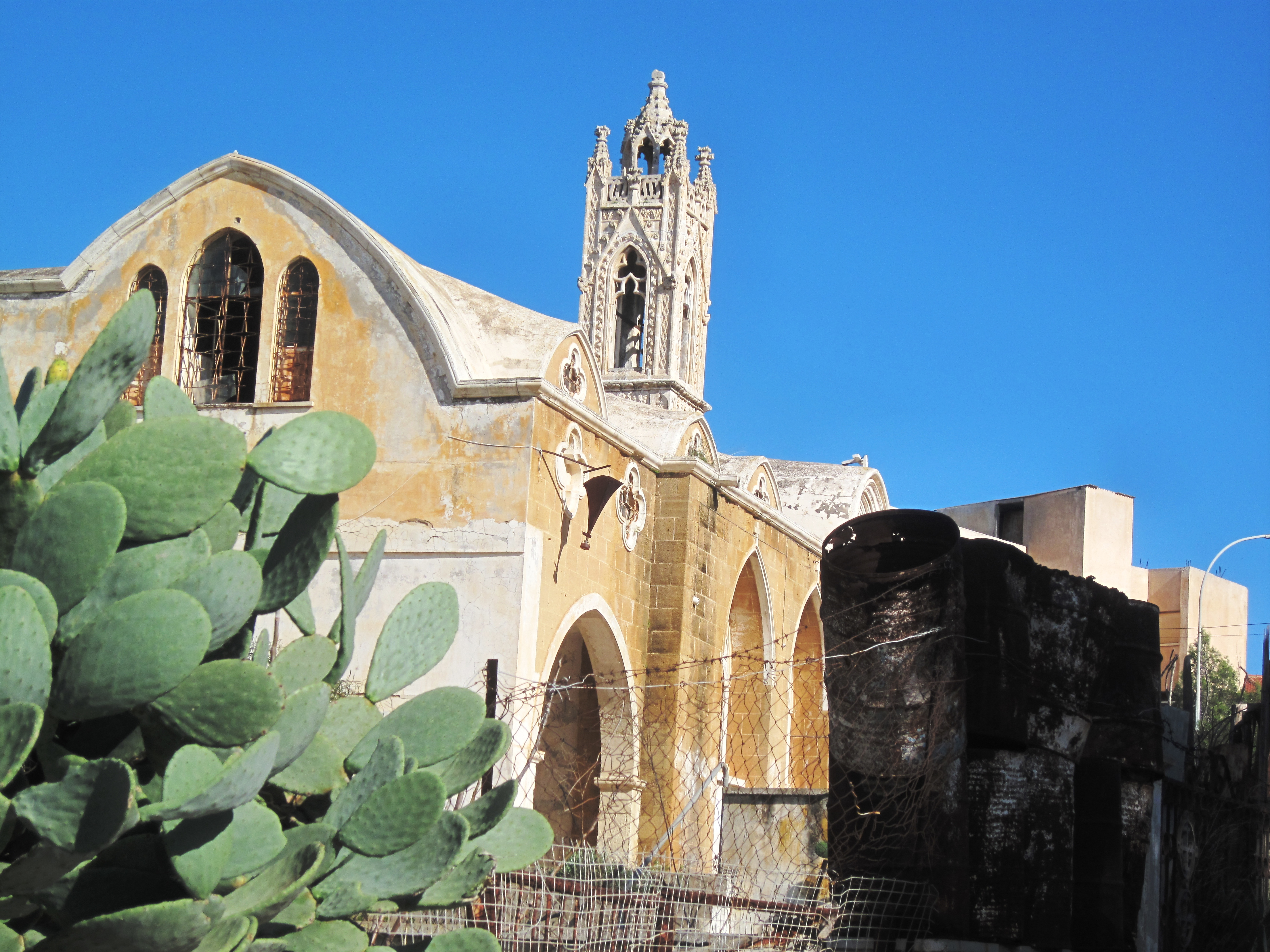
Varosha abandonada
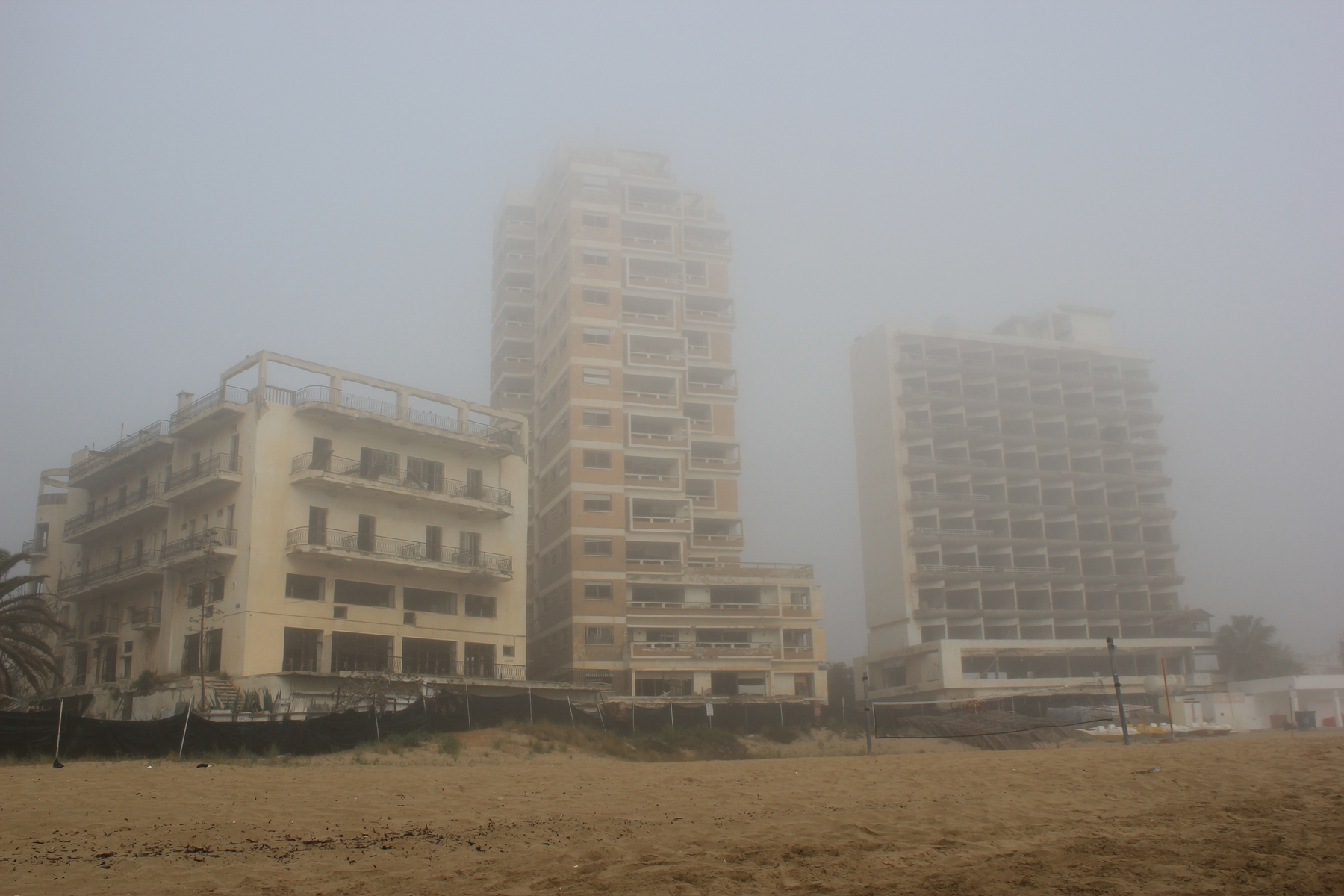
Hoteles abandonados en la playa (2016)
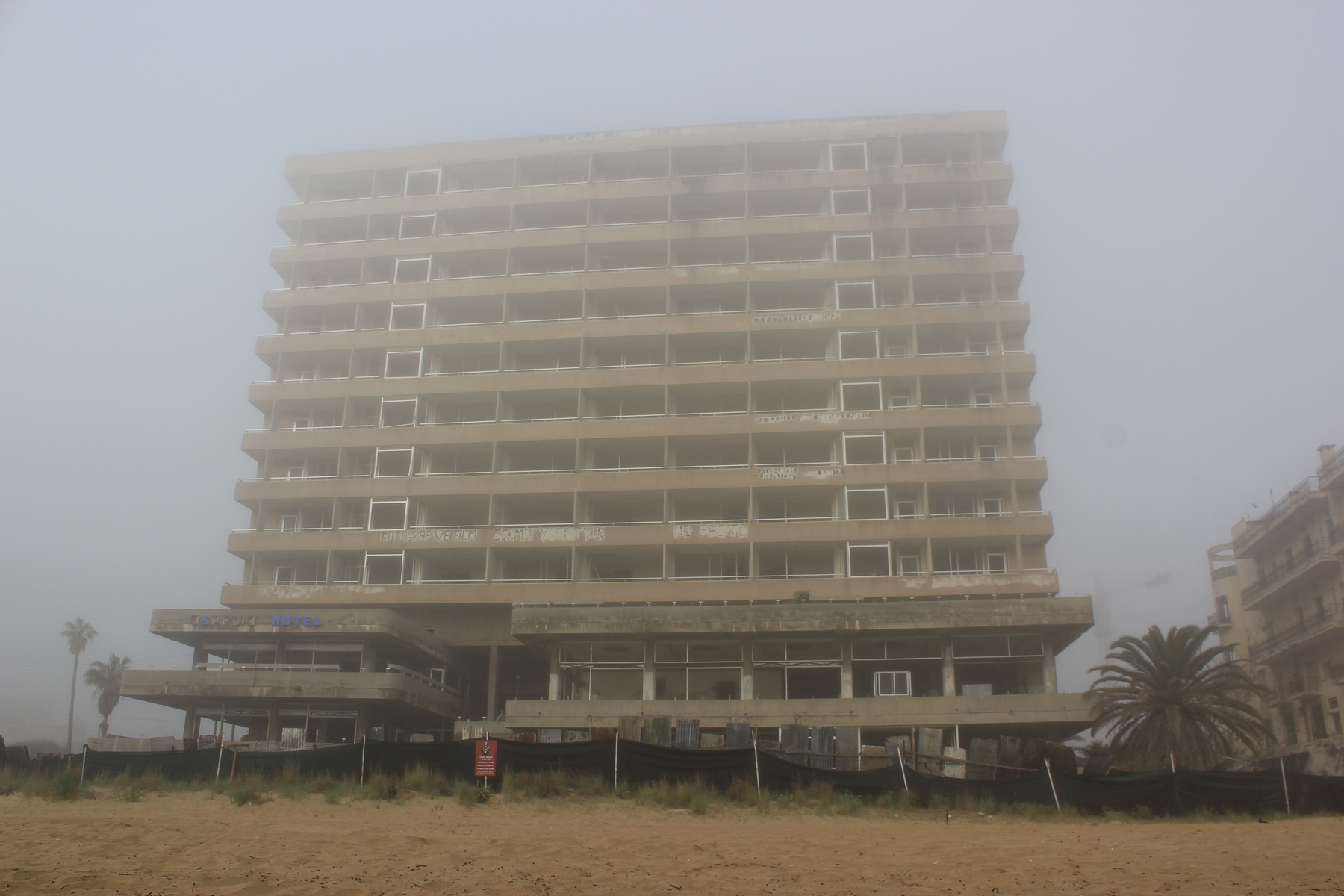
Hoteles abandonados
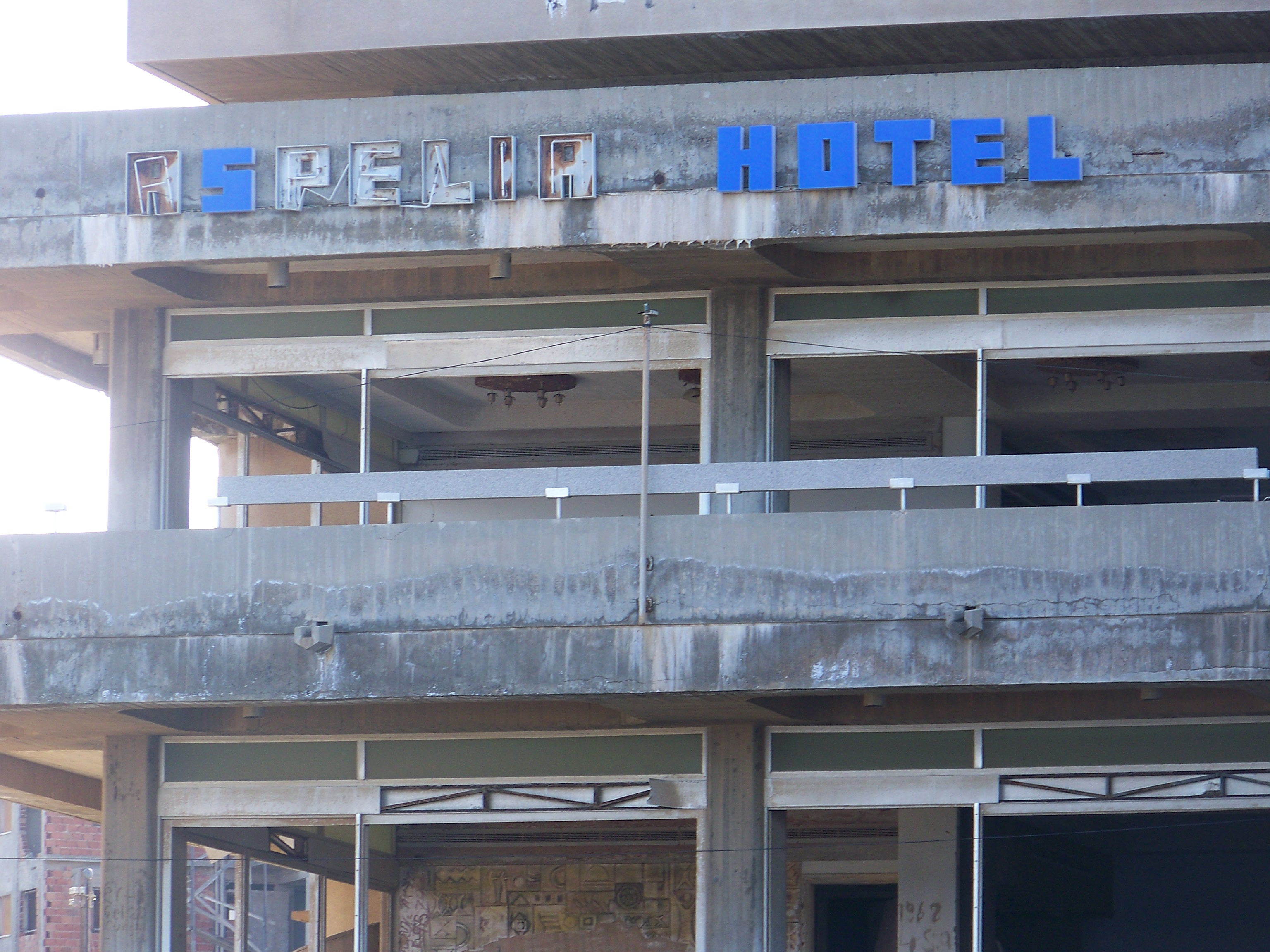
Hoteles abandonados